# Huesca
Huesca (en aragonés: Uesca) es una ciudad y municipio español, capital de la provincia homónima y de la comarca de la Hoya de Huesca, situada al norte de la comunidad autónoma de Aragón. Cuenta con una población de 54 704 habitantes (INE 2024), repartidos en una superficie de 161,03 km², con lo que es una de las capitales de provincia con menor población en España, en ella vive casi un cuarto de la población de la provincia. Celebra sus fiestas mayores en honor a San Lorenzo, patrón de la ciudad, del 9 al 15 de agosto.
Se encuentra en el límite de las sierras exteriores del Pirineo. Por ella discurre el río Isuela y, también, en sus alrededores, el río Flumen. La ciudad, desde la que se puede ver la sierra de Guara, es a veces referida como «la puerta de los Pirineos».
Por las últimas excavaciones de la ciudad, sabemos que ésta ya existía 4000 años a. C. en el Neolítico, fecha desde la cual ha existido un poblamiento ininterrumpido de la ciudad. En época íbera la ciudad alcanzó notoriedad, denominándose Bolskan y acuñando moneda de la que se han encontrado numerosos ejemplares. Los romanos conquistaron la ciudad llamándola Ŏsca, famosa por su ceca, y en ella Quinto Sertorio, general romano que estaba al frente de una confederación rebelde hispánica, constituyó un centro de estudios latinos para los hijos de los nobles hispanos. Esta escuela, llamada a veces Academia de la Latinidad, suele ser considerada como predecesora de la medieval Universidad Sertoriana. La ciudad fue municipio romano. Tras los visigodos, los árabes tomaron la ciudad, con lo que se convirtió en una de las ciudades más septentrionales de al-Ándalus. Tras la reconquista cristiana, la ciudad tuvo un estrecho vínculo con los reyes de Aragón.
Es sede diocesana y la segunda ciudad más poblada de Aragón. Su economía se basa en el sector servicios, con un auge del turismo, seguida del sector industrial, con una gran tradición del sector agrícola, pues en los alrededores de la ciudad existen cultivos de cereal.
Su término municipal es de 161,03 km².

## Toponimia
La primera vez que aparece el nombre de la ciudad es como Bolskan (signario íbero: ), gracias a las monedas acuñadas de la época se puede ver el nombre de la ciudad íbera. Tras el proceso de latinización el nombre cambia por Osca, de donde procede el actual gentilicio, oscense. No hay consenso sobre si Osca deriva de Bolskan o bien no tiene nada que ver. Ramón Menéndez Pidal opinaba que el nombre Ŏsca deriva de los oscos, antiguo pueblo de la península itálica. El nombre durante la dominación árabe es وشقة wašqa(t), que indicaría la diptongación de la Ŏ latina, característica del romance aragonés. Posteriormente con la conquista por los cristianos se recuperó el nombre latino en los documentos, si bien en romance ya se le daría seguramente el nombre actual.

### Gentilicio
El gentilicio de los habitantes de Huesca es «oscense» debido al antiguo nombre romano, «Osca», que ha perdurado durante los siglos. En aragonés el gentilicio es «uescano». El apodo es «fato», que significa en aragonés valeroso, ya que en la cultura popular, existe la leyenda de que los hortelanos oscenses salieron a regar después de que cayera el diluvio.

## Geografía
La ciudad se asienta en un amplio cerro ovalado, con una altitud de 483 m sobre el nivel del mar. Está situada en una amplia depresión plana de unos 20 kilómetros de diámetro, cerrada por pequeñas elevaciones, que es conocida desde hace siglos como la Hoya o la Plana. Se halla en el noreste de la península ibérica, a 74 kilómetros de Zaragoza, a 380 kilómetros de Madrid y a 273 kilómetros de Barcelona. Se ubica en el centro de la Hoya de Huesca y en el centro oeste de la provincia. Sus coordenadas geográficas son 42°08′24″N 0°24′32″O / 42.14000, -0.40889.
El relieve del municipio está determinado por dos grandes unidades naturales, el Valle del Ebro, al que pertenece Huesca, y los Pirineos, cuyas últimas estribaciones, las Sierras Exteriores, se yerguen majestuosas al norte de la ciudad, constituyendo el elemento más característico del paisaje oscense. El río Isuela discurre por la ciudad y cruza el municipio de noroeste a sur. El río Flumen cruza también el territorio por el noreste, este y sureste, haciendo de límite con Loporzano (embalse de Montearagón), Tierz y Monflorite-Lascasas.
La altitud oscila entre los 820 m al norte, en el parque natural de la Sierra y los Cañones de Guara, y los 420 m al sur, a orillas del río Flumen.
| Noroeste: Igriés, Banastás y Chimillas | Norte: Nueno            | Nordeste: Loporzano                        |
| Oeste: Alerre y La Sotonera            |                         | Este: Quicena, Tierz y Loporzano           |
| Suroeste: Almudévar                    | Sur: Vicién y Sangarrén | Sureste: Monflorite-Lascasas y Albero Bajo |

### Clima

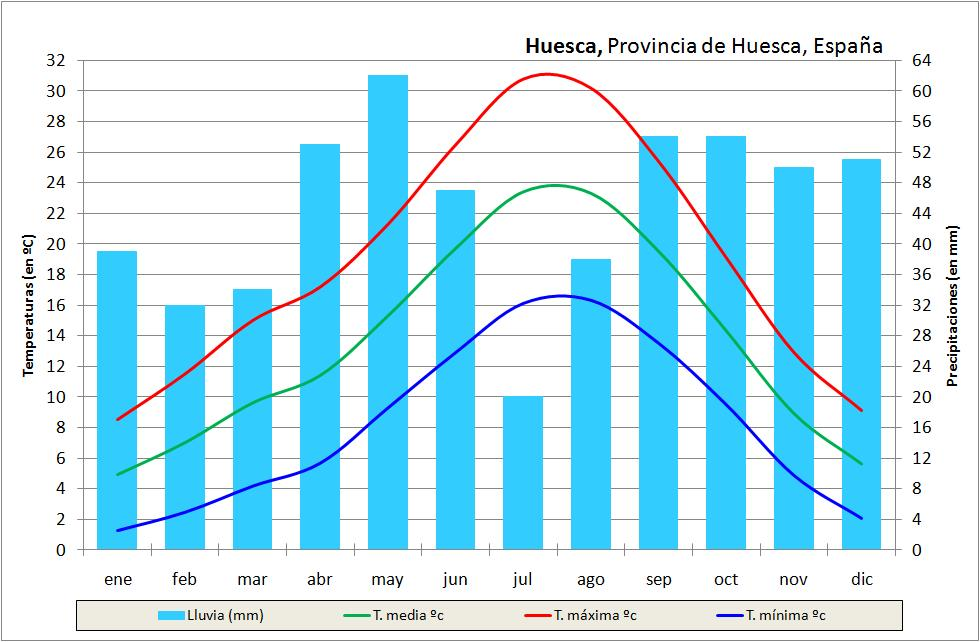
Climograma de Huesca. Datos del observatorio del aeropuerto

De acuerdo con la clasificación climática de Köppen el clima de Huesca es de tipo Csa (mediterráneo).
Se caracteriza por la alta amplitud térmica anual, con heladas moderadas, bancos de niebla, nevadas ligeras y por el fuerte viento. Las precipitaciones son abundantes en los meses que comprenden de octubre hasta mayo. Los meses de verano son los más secos, únicamente con alguna tormenta. Las precipitaciones suelen rondar normalmente los 480 mm anuales.
Las temperatura media anual es de 14,4 °C, en verano las temperaturas pueden ser altas, y se puede alcanzar hasta 35 °C (39 °C agosto de 1919). En invierno son frecuentes las heladas y se pueden alcanzar los -7 °C (-14 °C enero de 1967). En invierno no es muy raro ver algún día de nieve en Huesca, ya que la probabilidad se extiende desde octubre a abril (21 nevadas en 1918). La ciudad disfruta de 2732 horas de sol al año y 23 días de tormenta, así como 35 días de heladas.
| Parámetros climáticos promedio de Observatorio del Aeropuerto de Huesca-Pirineos (municipio de Alcalá del Obispo) ( 546 m s. n. m. ) (Periodo de referencia: 1991-2020, extremos: 1943-presente) | Parámetros climáticos promedio de Observatorio del Aeropuerto de Huesca-Pirineos (municipio de Alcalá del Obispo) ( 546 m s. n. m. ) (Periodo de referencia: 1991-2020, extremos: 1943-presente) | Parámetros climáticos promedio de Observatorio del Aeropuerto de Huesca-Pirineos (municipio de Alcalá del Obispo) ( 546 m s. n. m. ) (Periodo de referencia: 1991-2020, extremos: 1943-presente) | Parámetros climáticos promedio de Observatorio del Aeropuerto de Huesca-Pirineos (municipio de Alcalá del Obispo) ( 546 m s. n. m. ) (Periodo de referencia: 1991-2020, extremos: 1943-presente) | Parámetros climáticos promedio de Observatorio del Aeropuerto de Huesca-Pirineos (municipio de Alcalá del Obispo) ( 546 m s. n. m. ) (Periodo de referencia: 1991-2020, extremos: 1943-presente) | Parámetros climáticos promedio de Observatorio del Aeropuerto de Huesca-Pirineos (municipio de Alcalá del Obispo) ( 546 m s. n. m. ) (Periodo de referencia: 1991-2020, extremos: 1943-presente) | Parámetros climáticos promedio de Observatorio del Aeropuerto de Huesca-Pirineos (municipio de Alcalá del Obispo) ( 546 m s. n. m. ) (Periodo de referencia: 1991-2020, extremos: 1943-presente) | Parámetros climáticos promedio de Observatorio del Aeropuerto de Huesca-Pirineos (municipio de Alcalá del Obispo) ( 546 m s. n. m. ) (Periodo de referencia: 1991-2020, extremos: 1943-presente) | Parámetros climáticos promedio de Observatorio del Aeropuerto de Huesca-Pirineos (municipio de Alcalá del Obispo) ( 546 m s. n. m. ) (Periodo de referencia: 1991-2020, extremos: 1943-presente) | Parámetros climáticos promedio de Observatorio del Aeropuerto de Huesca-Pirineos (municipio de Alcalá del Obispo) ( 546 m s. n. m. ) (Periodo de referencia: 1991-2020, extremos: 1943-presente) | Parámetros climáticos promedio de Observatorio del Aeropuerto de Huesca-Pirineos (municipio de Alcalá del Obispo) ( 546 m s. n. m. ) (Periodo de referencia: 1991-2020, extremos: 1943-presente) | Parámetros climáticos promedio de Observatorio del Aeropuerto de Huesca-Pirineos (municipio de Alcalá del Obispo) ( 546 m s. n. m. ) (Periodo de referencia: 1991-2020, extremos: 1943-presente) | Parámetros climáticos promedio de Observatorio del Aeropuerto de Huesca-Pirineos (municipio de Alcalá del Obispo) ( 546 m s. n. m. ) (Periodo de referencia: 1991-2020, extremos: 1943-presente) | Parámetros climáticos promedio de Observatorio del Aeropuerto de Huesca-Pirineos (municipio de Alcalá del Obispo) ( 546 m s. n. m. ) (Periodo de referencia: 1991-2020, extremos: 1943-presente) |
| Mes | Ene. | Feb. | Mar. | Abr. | May. | Jun. | Jul. | Ago. | Sep. | Oct. | Nov. | Dic. | Anual |
| --- | --- | --- | --- | --- | --- | --- | --- | --- | --- | --- | --- | --- | --- |
| Temp. máx. abs. (°C) | 20.3 | 22.3 | 26.2 | 31.0 | 35.1 | 41.2 | 42.6 | 41.4 | 39.2 | 32.4 | 24.8 | 19.6 | 42.6 |
| Temp. máx. media (°C) | 9.5 | 12.0 | 16.0 | 18.6 | 23.1 | 28.6 | 32.0 | 31.5 | 26.0 | 20.3 | 13.6 | 9.5 | 20.1 |
| Temp. media (°C) | 5.6 | 7.1 | 10.4 | 12.7 | 16.6 | 21.4 | 24.3 | 24.2 | 19.8 | 15.3 | 9.5 | 5.8 | 14.4 |
| Temp. mín. media (°C) | 1.6 | 2.1 | 4.7 | 6.6 | 10.0 | 14.1 | 16.6 | 16.9 | 13.5 | 10.2 | 5.3 | 2.1 | 8.6 |
| Temp. mín. abs. (°C) | -12.6 | -13.2 | -8.6 | -3.0 | -1.5 | 3.6 | 4.5 | 7.0 | 4.2 | -0.4 | -8.2 | -10.8 | -13.2 |
| Precipitación total (mm) | 33 | 26 | 44 | 56 | 48 | 35 | 22 | 26 | 47 | 57 | 47 | 37 | 476 |
| Días de precipitaciones (≥ 1 mm) | 5.2 | 4.0 | 5.6 | 6.4 | 6.8 | 4.4 | 2.9 | 3.2 | 4.7 | 6.4 | 6.1 | 5.2 | 60.7 |
| Días de nevadas (≥ 0.01 mm) | 0.8 | 0.8 | 0.4 | 0.0 | 0.0 | 0.0 | 0.0 | 0.0 | 0.0 | 0.0 | 0.1 | 0.5 | 2.7 |
| Horas de sol | 143 | 187 | 236 | 252 | 291 | 312 | 356 | 326 | 261 | 205 | 150 | 127 | 2849 |
| Humedad relativa (%) | 79 | 69 | 63 | 60 | 56 | 49 | 46 | 49 | 57 | 67 | 77 | 82 | 63 |
| Fuente: Agencia Estatal de Meteorología | | | | | | | | | | | | | |

### Urbanismo
Huesca tiene sus barrios más antiguos en la parte central de la ciudad. Conforme pasaron los siglos comenzó su crecimiento y actualmente se llevan a cabo los proyectos para elaborar un Plan General de Ordenación Urbana (PGOU) para las construcciones de los barrios periféricos y más modernos de la ciudad.
En la parte central de la ciudad se encuentran el barrio de la Catedral, San Pedro y San Lorenzo, en la parte oeste está el barrio de María Auxiliadora, San José, Santiago y la Encarnación, en la parte este se halla el Perpetuo Socorro y Santo Domingo y San Martín, y en la parte sur está el barrio de San Francisco de Asís. Este último se trata de uno de los más nuevos de la ciudad, creado ya a principios del siglo XXI. Los barrios más poblados son los de San Lorenzo y de Santo Domingo y San Martín. Aparte de los barrios, la ciudad también dispone de cuatro polígonos industriales, la gran mayoría de ellos en la parte noreste.

#### El Coso

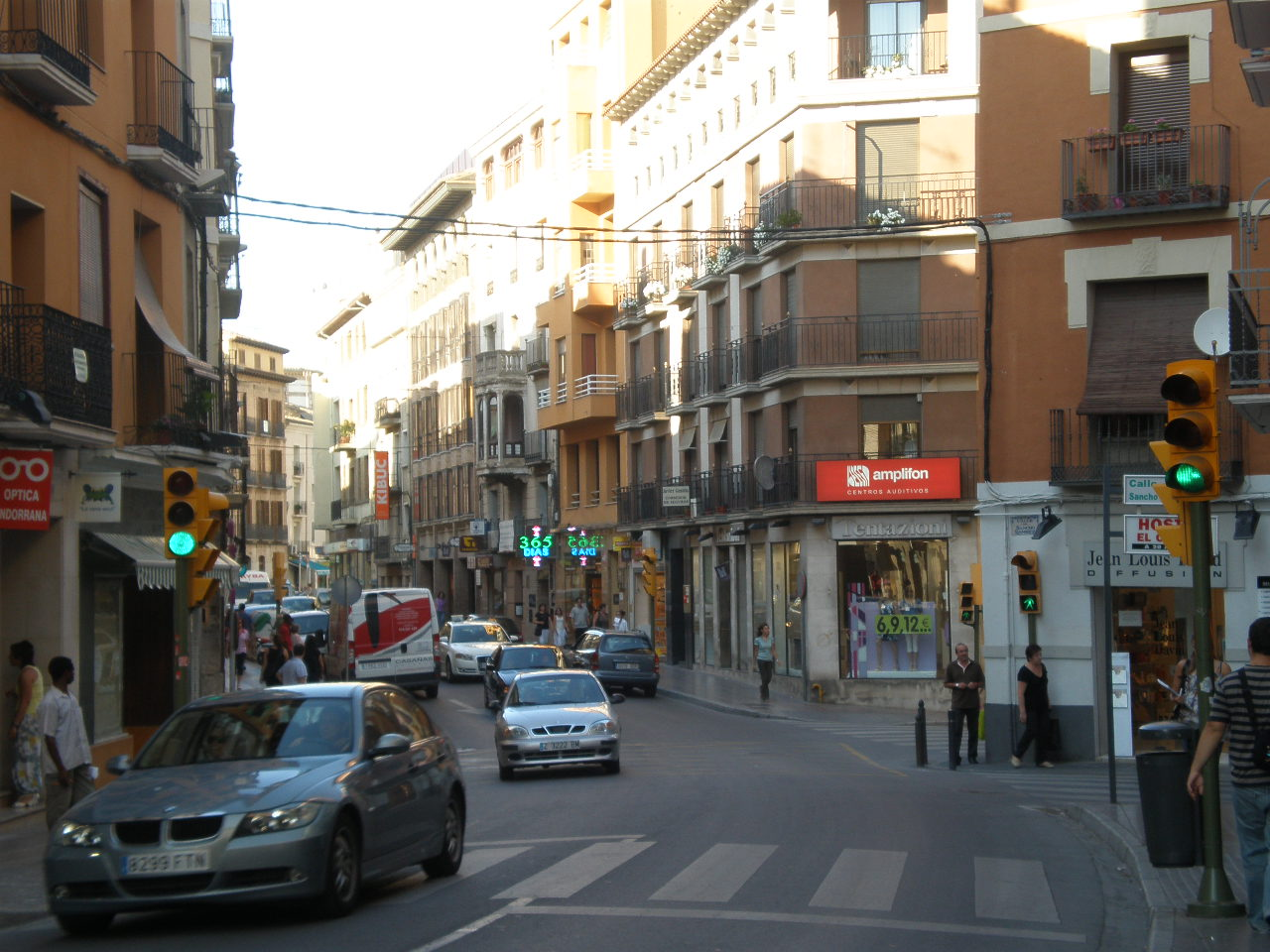
El Coso Bajo

Es una de las calles principales de la ciudad que se encuentra en el barrio de San Lorenzo, rodeaba la antigua muralla de Huesca, excepto en su parte nororiental, donde todavía sigue en pie. En la actualidad es una zona recientemente convertida en peatonal, eminentemente comercial, de una surtida y variada zona de bares y de gran bullicio urbano. La mayoría de sus edificios siguen el estilo arquitectónico de principios del siglo XX.
El centro de la ciudad y punto de encuentro es el que corresponde a la zona de los Porches de Galicia, que comunica El Coso con la plaza de Navarra y a su vez sirve de diferenciación del Coso Bajo y el Coso Alto. Entre el coso y la muralla actual se alza el cerro que corresponde al casco histórico de Huesca.
El Coso presenta varios edificios de interés, como son el Teatro Olimpia, los juzgados, el edificio de Correos, la iglesia de San Vicente el Real, la iglesia de Santo Domingo y San Martín y la plaza de toros. Otra calle es la de la Duquesa Villahermosa.

#### Parques

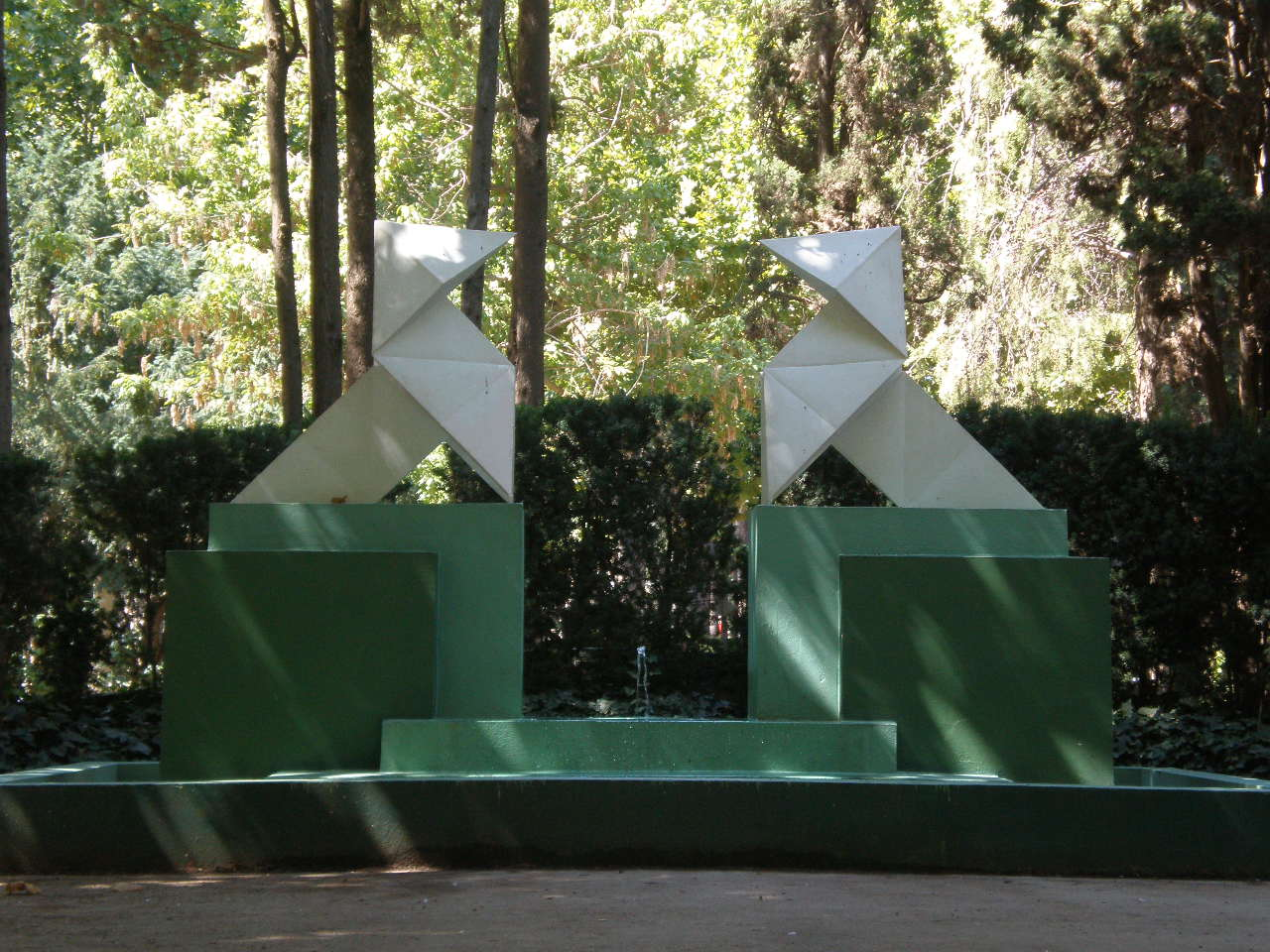
Monumento de las Pajaritas

Las zonas ajardinadas de la ciudad se caracterizan por disponer un gran número de pequeñas áreas verdes. Las 439 áreas verdes inventariadas se encuentran repartidas entre todos los barrios. Existen más de 300 áreas verdes pequeñas, menores de 200 m², incluidas dentro del tejido urbano de la ciudad. Entre 200 y 400 m² se contabilizan 53, y entre 400 y 800 m² otras 40. Las únicas zonas escasamente arboladas son el casco antiguo y las zonas industriales ya que son zonas donde es poco apto para las zonas verdes.

##### Parque Miguel Servet
Es el pulmón verde de Huesca, un amplio espacio, con 69 500 m² de superficie, situado muy cerca del centro urbano. En el parque se puede disfrutar de una variada flora, con más de 1600 árboles, de 63 especies distintas, y un total de 49 especies de arbustos distintas. También alberga varios estanques. El parque, dedicado a Miguel Servet, ocupa lo que antiguamente eran jardines del palacio del noble oscense Lastanosa. Fue fundado en 1928 y se ensanchó en los años 1960 y 1970. En él se pueden contemplar varios monumentos conmemorativos y artísticos, entre ellos las famosas Pajaritas de Ramón Acín, el emblema de Huesca; el quiosco de música o la estatua de los Reyes de Aragón, entre otros.

## Historia

### Prehistoria
Los primeros asentamientos de la ciudad datan del año 4000 a. C.: se encontró cerámica y sílex de cronología neolítica. Después de la revolución neolítica se asentaron en los alrededores pequeños grupos humanos. Está documentada la existencia de un poblado o campamento, quizá ya de carácter estable, perteneciente a la Edad del Bronce, entre el 1800 y el 1500 a. C. Estaba formado por varios fondos de cabañas de planta ovalada, hechas de barro, madera y paja, con abundantes y variados restos de cerámica.
También están documentadas casas de piedra de planta rectangular y restos cerámicos del 400 a. C. aproximadamente.
Se ha encontrado la necrópolis más antigua descubierta en Huesca, que estuvo en uso unos cinco siglos, desde el año 400 a. C. (en plena Edad del Hierro) hasta el 100 d. C. Se trataba ―como era habitual en este periodo― de un cementerio de incineración, en el que las cenizas del difunto, después de la cremación, se depositaban en pequeñas urnas de cerámica.

El nombre de la aldea Bolskan escrito en idioma íbero

Bolskan fue una ciudad celtíbera ubicada en territorio de los ilergetes relacionados con los habitantes de Ilerda (la actual Lérida), en el mismo solar que ocupa actualmente la ciudad de Huesca. El territorio fue ocupado por los suessetanos antes que los romanos. Acuñó abundante moneda, en cuyo anverso aparece el nombre de la ciudad en lengua íbera y un jinete. Entre el siglo II y el I a. C. fue la ceca que más moneda emitió de toda Hispania.
Algunos historiadores creen que el pueblo ibérico que ocupaba la región era el de los ilergetes, mientras que otros afirman que era el de los suesetanos. El idioma que hablaban puede haber sido el íbero o el euskera (el vasco es un idioma no indoeuropeo muy diferente del latín).

### Edad Antigua
Hacia el 179 a. C., el pretor romano Aulo Terencio Varrón conquistó la ciudad de Bolskan. Los romanos respetaron el poblado, si bien le «simplificaron» el nombre, de Bolskan a Osca.
Bajo dominio romano, la ciudad acuñó monedas de plata y bronce con escritura ibérica, en las que su nombre aparece como Bolskan. Son cuatro tipos de moneda: denarios de plata y ases, semis y cuadrantes de bronce. En los anversos figura la cabeza de un hombre. En el reverso figura, además del nombre de la ciudad, un jinete con lanza, un caballo alado y un caballo. Fue elegida como lugar de residencia y centro de operaciones de Quinto Sertorio, quien estableció un senado de 300 miembros y creó la ya mencionada Academia de Latinidad, de la cual se considera descendiente la Universidad Sertoriana de Huesca. Quinto Sertorio hizo de Osca la capital de los territorios de Hispania que dominó durante las guerras civiles de la República romana. La ceca emitió durante las guerras una gran cantidad de denarios de plata bajo el nombre de Bolskan.

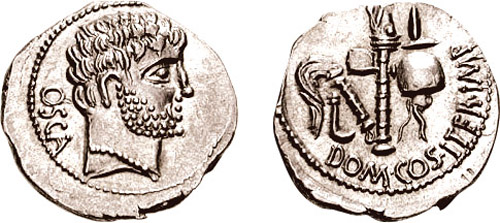
Denario romano de plata acuñados en la ceca de Osca

Perteneció a las provincias Citerior, Celtiberia y Tarraconense.
En el 30 a. C. Osca adquirió la condición privilegiada de municipio romano, con la que todos sus habitantes pasaban a ser ciudadanos romanos de pleno derecho. La ciudad se gobernó desde entonces con dos magistrados anuales, los duunviros. El título oficial del municipio era Urbs Victrix («ciudad victoriosa»).
El cristianismo llegó gradualmente a la ciudad entre el siglo I y el siglo IV. San Lorenzo es su patrón, del que la tradición señala que sufrió el martirio en Roma en 258. San Vicente de Huesca es segundo patrón, la tradición cuenta que sufrió martirio en Valencia entre los años 303 y 304. El primer obispo de Huesca del que se tiene noticia histórica es Siagrio, que fue nombrado para este cargo en 420.

### Edad Media

#### Del Reino visigodo a la Wasqa musulmana
En 476 con la desaparición del Imperio romano de Occidente, Osca pasó a formar parte del reino visigodo y en 598 se realizó un Concilio de los obispos de la provincia Tarraconense. Bajo los visigodos la ciudad fue erigida como obispado, sufragánea de la archidiócesis de Tarragona. En 673 el rey visigodo Wamba se hospedó en Osca para sofocar la revuelta del duque Paulo.
La ciudad fue conquistada por los árabes en el año 719 bajo pacto o capitulación y fue una de las ciudades más septentrionales de Al-Ándalus. El nombre pasó de Osca en latín a Wasqa en árabe, y durante los siglos que estuvieron los árabes la sociedad se islamizó, la lengua del poder fue el árabe, con ejemplos de los nombres de dos ríos cercanos a la ciudad: el Guatizalema y el Alcanadre. Los Banu Salama dominaron las tierras oscenses durante el siglo VIII hasta que un grupo de muladíes destruyeron su poder. Los mozárabes se mantuvieron fieles en la iglesia de San Pedro. Se desconoce si en esa época existía una comunidad judía en la ciudad. En 797 fracasó un primer intento de reconquista de la ciudad, comandado por Luis, el hijo de Carlomagno y su futuro sucesor como Luis el Piadoso. En 799, según los Anales del Reino de los Francos, el gobernador de Wasqa entregó a Carlomagno las llaves de la ciudad, en señal de su sumisión. El dominio franco, sin embargo, no se hizo efectivo, y en los años 801, 811 y 812 fracasaron nuevos intentos carolingios de reconquista de la ciudad.
Durante los siglos VIII y XI se construyó la mezquita de Wasqa en el emplazamiento de la actual catedral. Actualmente casi no quedan restos de la antigua mezquita salvo algunos arcos de herradura. A partir del 875 el emir Muhammad I ordenó al gobernador de Wasqa que amurallase la ciudad y los arrabales para que se evitasen los intentos cristianos de reconquista, cada vez más frecuentes. Las murallas árabes formaban un recinto ovalado de casi dos kilómetros de longitud, con alrededor de noventa torres y cuatro puertas principales, orientadas a los cuatro puntos cardinales.
Tras la desaparición del califato de Córdoba, Wasqa formó parte de la taifa de Zaragoza, gobernada sucesivamente por las dinastías tuyibí y hudí. Lubb ben Hud, que gobernó en Wasqa, acuñó monedas de oro de baja ley, con inscripciones árabes y el nombre de la ciudad. Fue la única moneda de oro acuñada en Huesca a lo largo de su historia.

#### Huesca cristiana y aragonesa

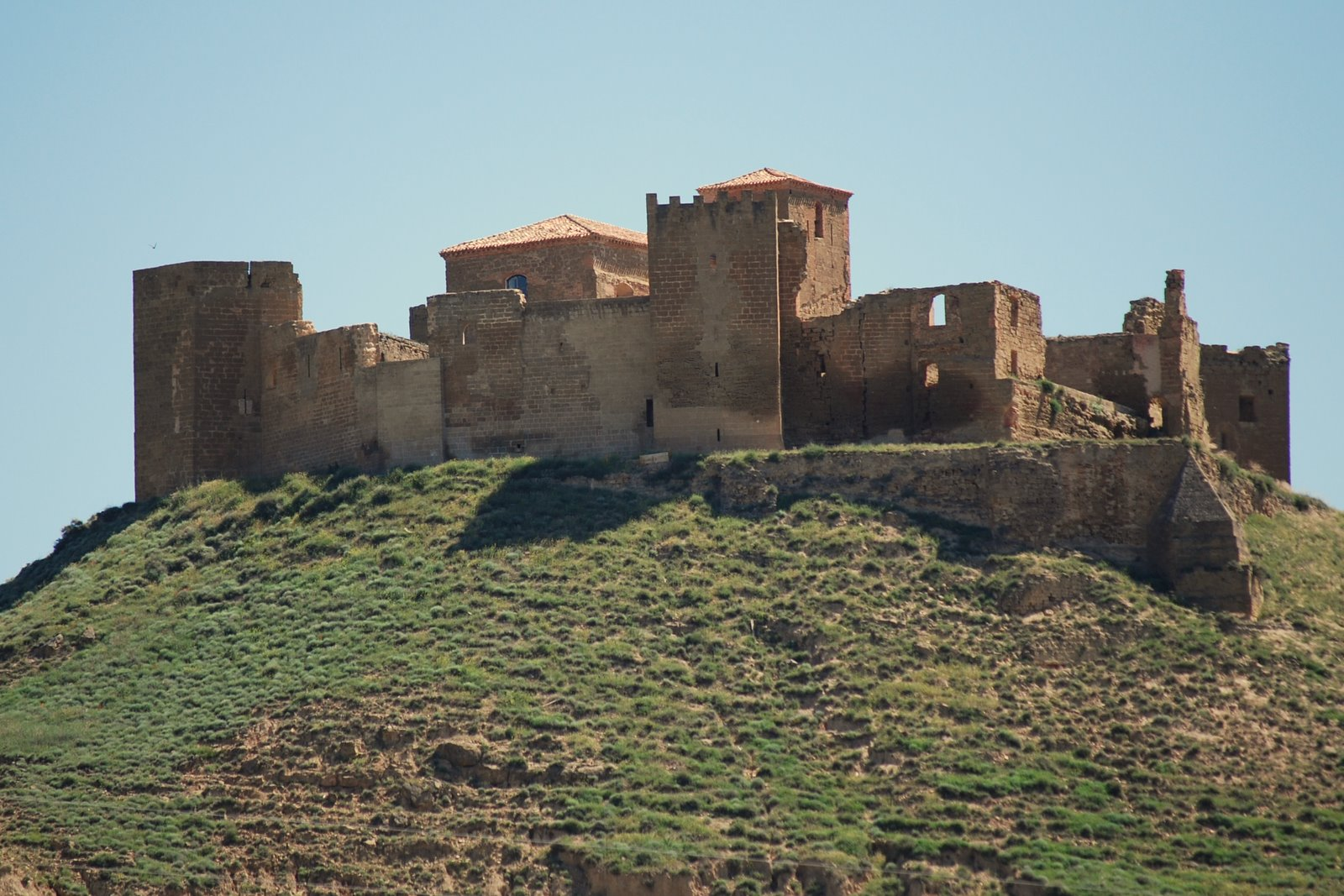
Castillo de Montearagón

Sancho Ramírez, el segundo rey de Aragón, construyó Montearagón, un gran castillo a pocos kilómetros de Wasqa, con objeto de preparar su reconquista. En su interior se levantó una iglesia. La construcción de la fortaleza estuvo cargada de simbolismo: erigido en tierras que aún eran musulmanas. En el año 1094 el rey Sancho Ramírez murió ante las murallas de Huesca en un intento de reconquistar la ciudad, al recibir un flechazo, siendo tomada finalmente por su hijo Pedro I de Aragón en 1096, que derrotó a Al-Musta'in II de Zaragoza en la batalla de Alcoraz.

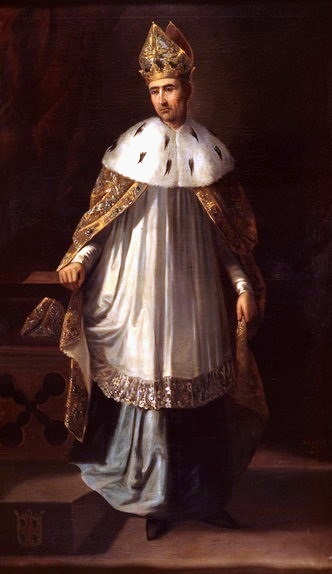
Ramiro II de Aragón

El 7 de septiembre de 1134 murió Alfonso I el Batallador a consecuencia de las heridas recibidas durante el combate en la aldea de Poleñino y fue sepultado en la abadía de Montearagón. En 1135 ocurrieron los hechos que dieron lugar a la leyenda de la Campana de Huesca. El rey Ramiro II de Aragón, según la leyenda, decapitó a doce nobles que se le opusieron. Ramiro II murió en la ciudad en agosto de 1157 y fue enterrado en el monasterio de San Pedro el Viejo. El 29 de junio de 1136 nació Petronila de Aragón, hija de Ramiro II e Inés de Poitou, futura reina de Aragón y condesa de Barcelona. En 1155 el rey Luis VII de Francia pasó por Huesca en su peregrinación hacia Santiago de Compostela con el fin además de visitar al rey Alfonso VII de León, con cuya hija se había casado tras haberse comprobado la nulidad de su matrimonio con Leonor de Aquitania.
El día 12 de mayo de 1191 fue firmada la Liga de Huesca entre los representantes de los reyes Alfonso II de Aragón, Sancho VI de Navarra, Alfonso IX de León y Sancho I de Portugal con el propósito de hacer la guerra al reino de Castilla, donde reinaba Alfonso VIII de Castilla.
En 1273 comenzó la construcción de la actual catedral ya que en ese momento se alcanzaron los 8000 habitantes, el máximo demográfico medieval de la ciudad. Durante el siglo XIII experimentó un considerable desarrollo agropecuario y artesanal. Por su parte, el comercio se intensificó gracias a las buenas conexiones a lo largo del eje norte-sur, sin perder los fáciles accesos tanto hacia Navarra como hacia Cataluña.
La peste negra de 1348 causó estragos en la ciudad y la población menguó de los 8000 a finales del siglo XIII hasta los 4000 en el siglo XV. Una consecuencia de esta crisis fue el paro de la construcción de la catedral.
En 1349 se prohibió por ordenanza municipal el uso del hebreo, del árabe y del vascuence en el mercado de la ciudad imponiendo así el idioma romance de la época, el aragonés. Fragmento de las Ordenanzas Municipales de Huesca de 1349:

Item muyl corredor nonsia usado que faga mercaderia ninguna que compre nin venda entre ningunas personas, faulando en algarabía ni en abraych nin en basquenç: et qui lo fara pague por coto XXX sol.
Anyo 1349

Entre 1357 y 1359 se produjo una guerra entre Castilla y Aragón. Durante la primera fase de la guerra de los dos Pedros, que enfrentó a los reyes Pedro IV de Aragón y Pedro I de Castilla, se emprendieron en Huesca, ante la amenaza de un ataque castellano, importantes obras. Fue devuelto a las murallas por última vez todo su potencial defensivo. Se derribaron las construcciones cercanas a muros y torres, lo que significó la desaparición de la primera iglesia de los franciscanos oscenses y de parte de la judería, y se realizaron trabajos de reparación.
En la primera mitad del siglo XV la ciudad recuperó el pulso artesanal y comercial tras el descalabro demográfico producido por la peste de 1348, según resume Iranzo:

Era, en suma, un núcleo urbano de tamaño medio, bien conectado con los ámbitos productivos mediterráneos, con una actividad manufacturera local o comarcal, pero con cierta capacidad de atracción de artesanos y disponiendo de sensibles ventajas, derivadas de su localización, que alcanzaron su máxima expresión en la actividad comercial durante la primera mitad del siglo XV.

En 1461 el Concejo se estableció en una nueva sede en la plaza de la Catedral (las Casas de la Ciudad), en la que sigue hoy. De ese momento inicial se conservan el patio y el salón del justicia ―dos grandes salas superpuestas con techumbres de madera. En los siglos XVI y XVII las autoridades municipales acometieron diversas obras en el edificio (escalera monumental, antiguo salón de plenos, fachada de ladrillo), que terminaron dándole el aspecto que tiene en la actualidad. Entre 1463 y 1465 se produjo la refundación definitiva de la Universidad de Huesca. La ciudad contó con el apoyo del rey Juan II. La Universidad de Huesca, a diferencia de lo ocurrido en el siglo anterior, esta vez sí obtuvo la aprobación pontificia (bula del papa Paulo II) y financiación económica, aportada por la diócesis oscense.
Históricamente, Huesca albergó una de las comunidades judías más importantes del Reino de Aragón, ocupando el tercer lugar después de Zaragoza y Calatayud. La ciudad llegó a tener tres sinagogas, y la descripción de una de ellas, La Pequeña, fue documentada en detalle por Pedro Garcías en 1482/1483. Entre 1489 y 1490, la Inquisición procesó y quemó a varios judíos locales por haber organizado la circuncisión de dos judeoconversos unos veinticinco años antes. La comunidad continuó prosperando hasta la expulsión de los judíos de España en 1492.

### Edad Moderna

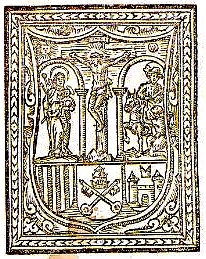
Escudo de la Universidad de Huesca (1601)

En 1515 fue terminada la construcción de la catedral durante el largo obispado de Juan de Aragón y Navarra. La nave central y el crucero se cubrieron con bóvedas de piedra, tras aumentar su altura que hasta entonces eran de madera.
Durante el siglo XVI y el siglo XVII la ciudad empezó a resurgir culturalmente y demográficamente, se consolidó definitivamente la Universidad de Huesca en una sede permanente, se alcanzó un acuerdo en 1513 para que la Universidad se instalase en el antiguo palacio real y también fueron fundados los primeros colegios, entre los que destacan los de Santiago y San Vicente. En 1571 se disgregó la diócesis de Huesca-Jaca en tres obispados; Huesca, Jaca y Barbastro. La imprenta llegó a la ciudad en 1575 gracias a la propia Universidad y un año después se publicó el primer libro basado en los comentarios en latín a la lógica y la dialéctica de Aristóteles.
El siglo XVII hizo llegar a la mayor brillantez cultural; se construyeron algunos de los principales monumentos de la ciudad como las iglesias de San Lorenzo y Santo Domingo, el edificio octogonal de la Universidad o la presa de Arguis. También hubo en ese siglo grandes personajes como Vincencio Juan de Lastanosa, mecenas de Baltasar Gracián y Francisco de Artiga.
El siglo XVIII comenzó con la guerra de sucesión. Felipe V abolió el antiguo concejo oscense, nacido en la Edad Media, que estaba presidido por el justicia de Huesca y el prior de jurados y lo sustituyó por un ayuntamiento similar a los castellanos, a cuyo frente estaban un corregidor, por lo general militar, y doce regidores oscenses fieles a los Borbones. Tras la guerra se acuartelaron tropas de forma regular en cuarteles permanentes y se recaudaron impuestos más severos. La Universidad vivió un periodo brillante: cientos de estudiantes catalanes acudieron a ella, al haber sido cerradas las universidades de Cataluña por los Decretos de Nueva Planta.

### Edad Contemporánea
Siglo XIX
La Guerra de la Independencia Española en Huesca se sucedió con el asesinato en junio de 1808 el coronel Antonio Clavería, corregidor. Durante los Sitios, fuerzas oscenses participaron en la defensa de Zaragoza. El periodo de dominio francés en la ciudad se extendió de 1809 a 1813. La ciudad fue constituida como capital de provincia durante la división provincial de 1833.

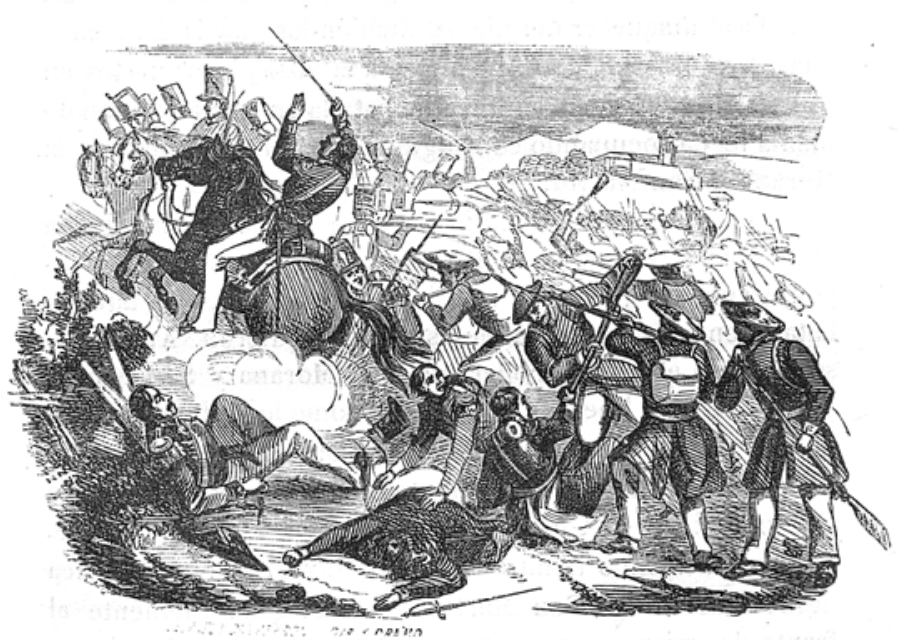
Batalla de Huesca (1837) durante la primera guerra carlista

Durante la primera guerra carlista tuvo lugar una batalla ante la ciudad entre las tropas isabelinas y las carlistas de la Expedición Real que se dirigió de Navarra a Cataluña y que acabaron de ocupar la ciudad. Los carlistas vencieron al general Iribarren que murió a resultas de sus heridas durante la batalla.

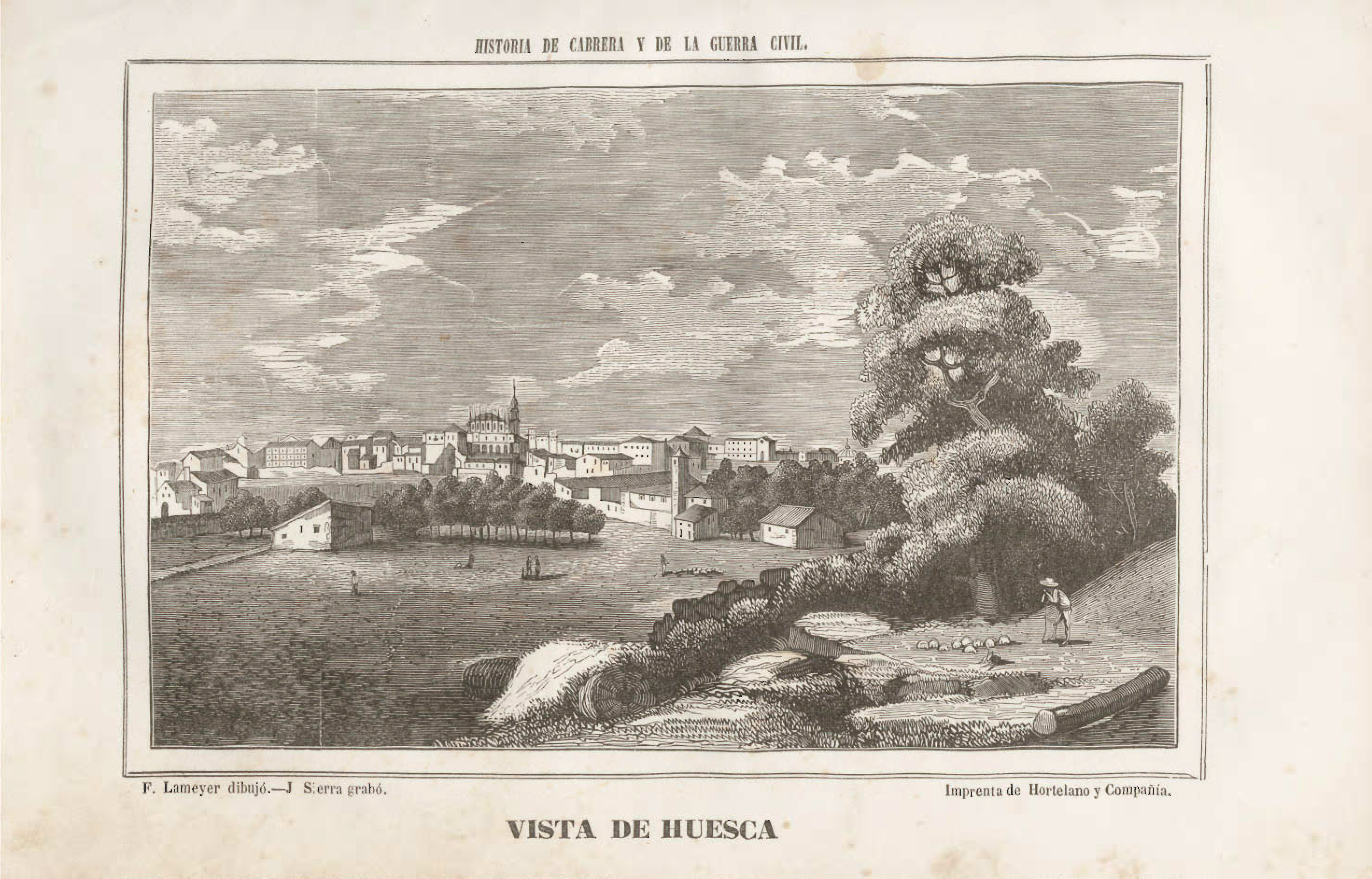
Vista de la ciudad hacia 1845

En 1845 desapareció la Universidad de Huesca, cinco siglos después de su fundación. En el mismo edificio se creó el actual Museo de Huesca. Durante la desamortización Huesca perdió, como las demás ciudades españolas, su carácter conventual. Desaparecieron muchos conventos masculinos, recibiendo sus edificios y solares para usos civiles: Diputación Provincial, cárcel y manicomio. El castillo de Montearagón se abandonó y las tumbas de Alfonso I el Batallador y el abad Fernando fueron a la iglesia de San Pedro el Viejo. En 1848 el republicano oscense Manuel Abad y seis de sus compañeros fueron fusilados en Huesca, tras los acontecimientos revolucionarios de ese año. En 1864 llegó por primera vez el ferrocarril a la ciudad.
Siglo XX

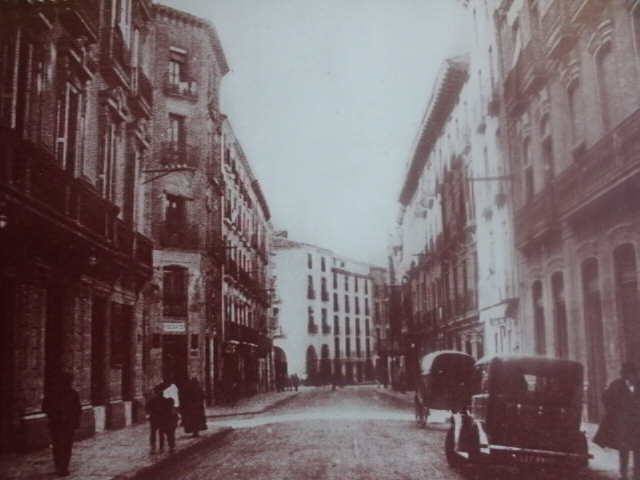
El Coso Bajo en 1914

Huesca superó por primera vez los 10 000 habitantes a comienzos del siglo XX. El escritor Ramón J. Sender fue durante estos años redactor del periódico oscense La Tierra y su hermano Manuel Sender, que fue alcalde de Huesca durante la II República donde murió fusilado al comienzo de la Guerra Civil.
En el primer tercio de este siglo se construyeron los principales monumentos como el casino, una de las principales obras del modernismo oscense, la plaza de toros, en el mismo lugar donde estaban desde el medievo, el Campo del Toro, un gran edificio rectangular dedicado igualmente a espectáculos taurinos o la creación del parque municipal Miguel Servet, el pulmón de la ciudad, en el mismo espacio que ocuparon en el siglo XVII los jardines de Lastanosa. También se crea en 1933 Radio Huesca.
Guerra civil y dictadura franquista
Durante la guerra civil española, la ciudad de Huesca se alzó en 1936 contra la República y fue cercada por el ejército republicano, mientras que el frente se estabilizó en el río Gállego y la ofensiva de Huesca. En marzo de 1938 el frente aragonés se hundió y la ciudad fue liberada del cerco a la cual estaba siendo sometida. Al finalizar la guerra, la Dirección General de Regiones Devastadas creada por el régimen de Franco reconstruyó Banariés, Huerrios, Banastás, Igriés y Lascasas (las dos primeras poblaciones son en la actualidad núcleos de población del municipio de Huesca).
En 1949 se fundó el Instituto de Estudios Oscenses (desde 1977 Instituto de Estudios Altoaragoneses). Pertenece a la Diputación Provincial de Huesca, se encargó de editar gran número de publicaciones y realizó actividades de investigación y difusión sobre la cultura altoaragonesa.
Desde la posguerra hasta mediados de los años 1970 Huesca duplicó su población a causa sobre todo del éxodo rural lo que hizo que su espacio urbano aumentara considerablemente.
Democracia y siglo XXI

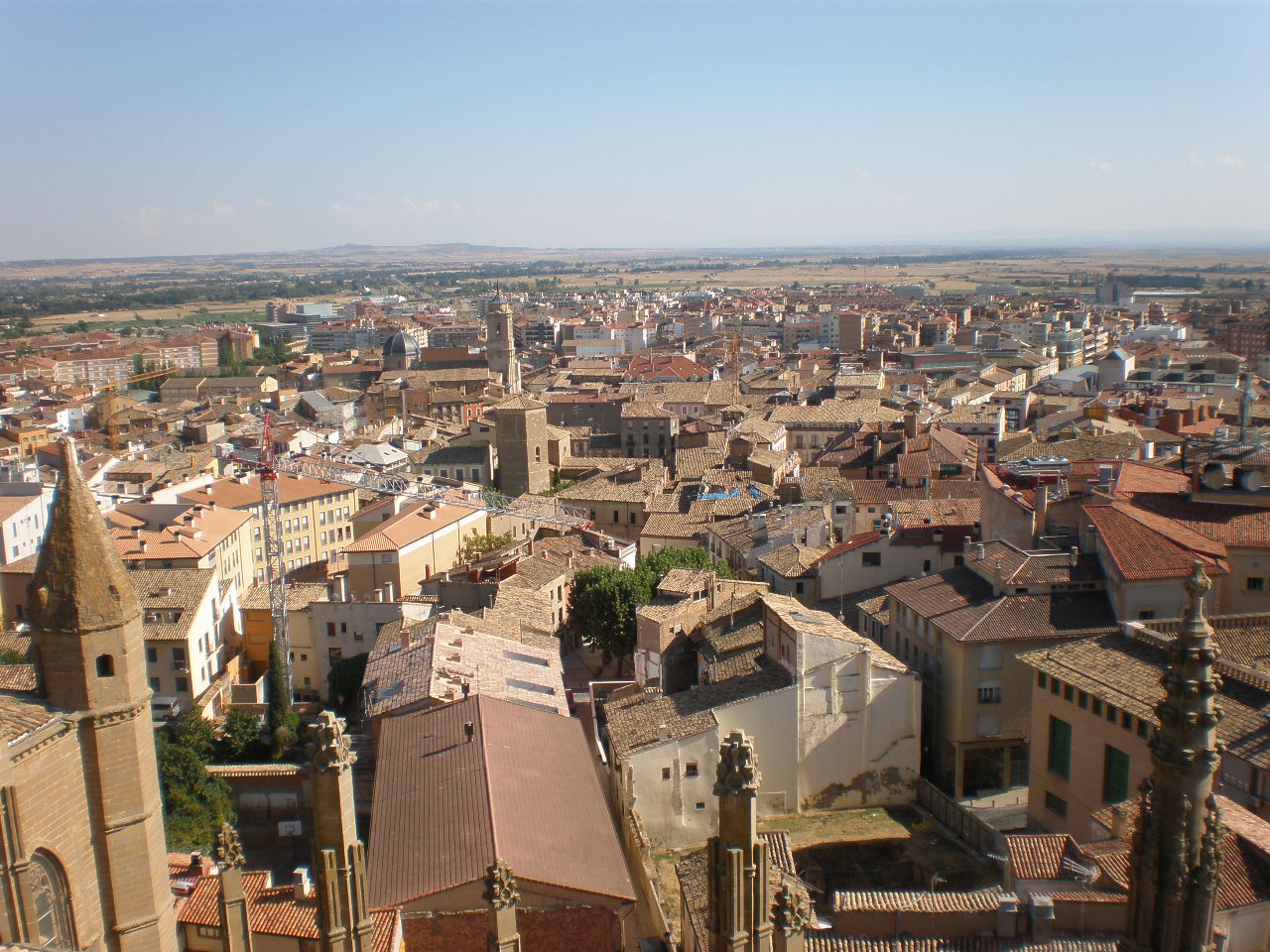
La Huesca actual desde la catedral

En 1979 se celebraron las primeras elecciones democráticas y el primer ayuntamiento democrático fue de UCD. Desde entonces ha habido alcaldes del PSOE, PAR y PP. También ha habido grandes acontecimientos deportivos y culturales como en 1983, cuando el CB Peñas Huesca militó en la liga ACB o en 2007, cuando la SD Huesca llegó a Segunda división de fútbol. Otros hechos fueron la creación de la comarca la Hoya de Huesca, el nacimiento del Diario del Altoaragón, la apertura de la línea AVE Huesca-Madrid o la creación del aeropuerto de Huesca.

### Leyendas
La Campana de Huesca

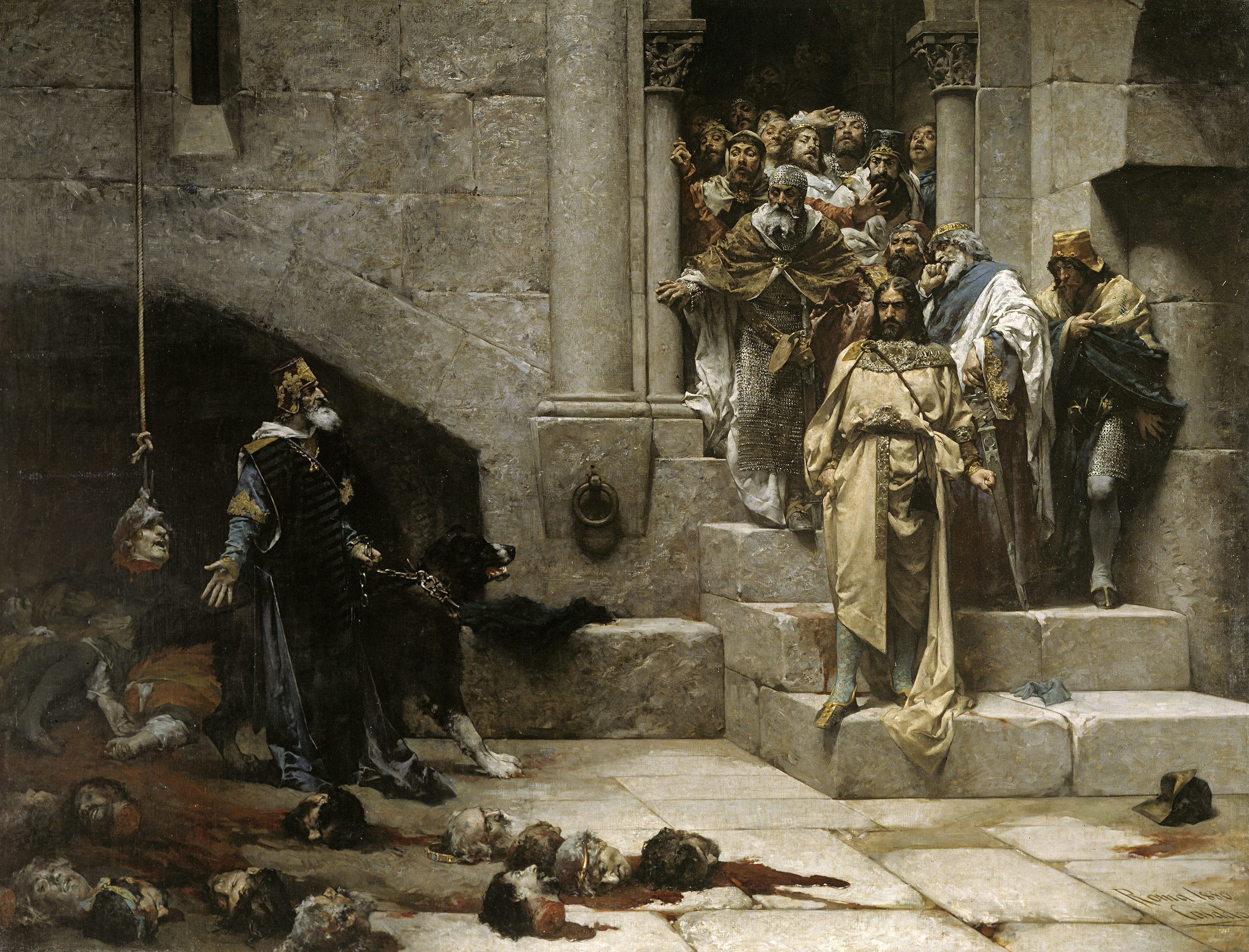
La campana de Huesca (1880), óleo de José Casado del Alisal

La Campana de Huesca es una leyenda famosa muy conocida por la ciudad. Según cuenta la Crónica de San Juan de la Peña (siglo XIV), estando Ramiro II preocupado por la desobediencia de sus nobles mandó un mensajero a su antiguo maestro, el abad de San Ponce de Tomeras, pidiéndole consejo. Este llevó al mensajero al huerto y cortó unas coles, las que sobresalían más e hizo repetirlo con los nobles. Ramiro II hizo llamar a los principales nobles para que vinieran a Huesca, con la excusa de hacer una campana que se oyera en todo el reino. Una vez allí, hizo cortar la cabeza a los nobles más culpables, sofocando la revuelta.
La forma popular desarrolla algo más el hecho: el rey convocó Cortes e hizo venir a todos los nobles del reino para que vieran una campana que se oiría en todo el reino. A los rebeldes los hizo entrar de uno en uno en la sala y fue decapitándolos según iban entrando. Una vez muertos, los colocó en círculo y la del obispo de Huesca, el más rebelde, lo colocó en el centro como badajo. Luego dejó entrar a los demás para que escarmentaran.

## Demografía
Huesca cuenta con una población de 54 704 habitantes (INE 2024).
| Gráfica de evolución demográfica de Huesca entre 1842 y 2021 |
| |
| Población de derecho según los censos de población del INE Población de hecho según los censos de población del INEEn 1970 crece el término del municipio porque incorpora a Banaries En 1971 crece el término del municipio porque incorpora a Apiés y parte de Monflorite-Lascasas En 1972 incorpora a Tabernas del Isuela y en 1974 incorpora a Cuarte |

A partir de los años 60 la población empezó a aumentar de forma más rápida debido a la emigración de las zonas rurales de la provincia y la industrialización de la ciudad. En 1960 Huesca contaba con 24 377 habitantes y en 1981 con 44 372 habitantes, es decir 19 995 habitantes más en solo dos décadas. La población casi se duplicó en veinte años a diferencia de la primera mitad del siglo XX que la población solo aumentó 8706 habitantes de 1900 a 1950. En la última década la población inmigrante ha aumentado, sobre todo la de Europa del este, la magrebí y la sudamericana.

### Población por núcleos
| Núcleos             | Habitantes (2000) | Habitantes (2010) | Habitantes (2021) |
| ------------------- | ----------------- | ----------------- | ----------------- |
| Huesca              | 45 653            | 52 347            | 54 083            |
| Apiés               | 87                | 92                | 79                |
| Banariés            | 38                | 44                | 47                |
| Bellestar           | 33                | 33                | 33                |
| Buñales             | 33                | 41                | 36                |
| Cuarte              | 84                | 83                | 77                |
| Fornillos de Apiés  | 23                | 29                | 29                |
| Huerrios            | 59                | 62                | 69                |
| Tabernas de Isuela  | 55                | 42                | 39                |
| Núcleos diseminados | 530               | 453               | 453               |

### Movimiento natural de población
| Año        | 2000    | 2001   | 2002    | 2003    | 2004   | 2005    | 2006   | 2007   | 2008   | 2009   |
| ---------- | ------- | ------ | ------- | ------- | ------ | ------- | ------ | ------ | ------ | ------ |
| Nacidos    | 472     | 481    | 457     | 491     | 502    | 480     | 556    | 543    | 641    | 594    |
| Fallecidos | 481     | 462    | 489     | 530     | 491    | 497     | 506    | 457    | 518    | 505    |
| Saldo neto | -9      | 19     | -32     | -39     | 11     | -17     | 50     | 86     | 123    | 89     |
| % padrón   | -0,01 % | 0,04 % | -0,06 % | -0,08 % | 0,02 % | -0,03 % | 0,10 % | 0,17 % | 0,24 % | 0,17 % |

En la última década Huesca ha tenido un crecimiento vegetativo muy bajo o incluso negativo pero en estos últimos años se ha conseguido aumentarlo hasta llegar en 2008 al 0,24 % gracias sobre todo a la población inmigrante; a pesar de esto la población ha ido creciendo lentamente hasta superar los 50 000 habitantes en el padrón de 2008.

### Inmigración
La población inmigrante en 2008 procede de 88 países distintos. Solo en el último año, el 70 % de los nuevos vecinos son de origen inmigrante. El barrio con más extranjeros es el Perpetuo Socorro, en el que 1 de cada 4 vecinos es de otro país. El casco histórico es el segundo barrio con mayor índice de habitantes extranjeros (20 %) y a continuación, aunque a bastante distancia, se sitúa Santo Domingo y San Martín (12,7 %). El resto de barrios están por debajo de la media global de la ciudad. Especialmente significativo es el caso de San José y Santiago, con solo un 8 % de residentes inmigrantes, y más aún el de María Auxiliadora, donde apenas superan el 6 %.

## Economía

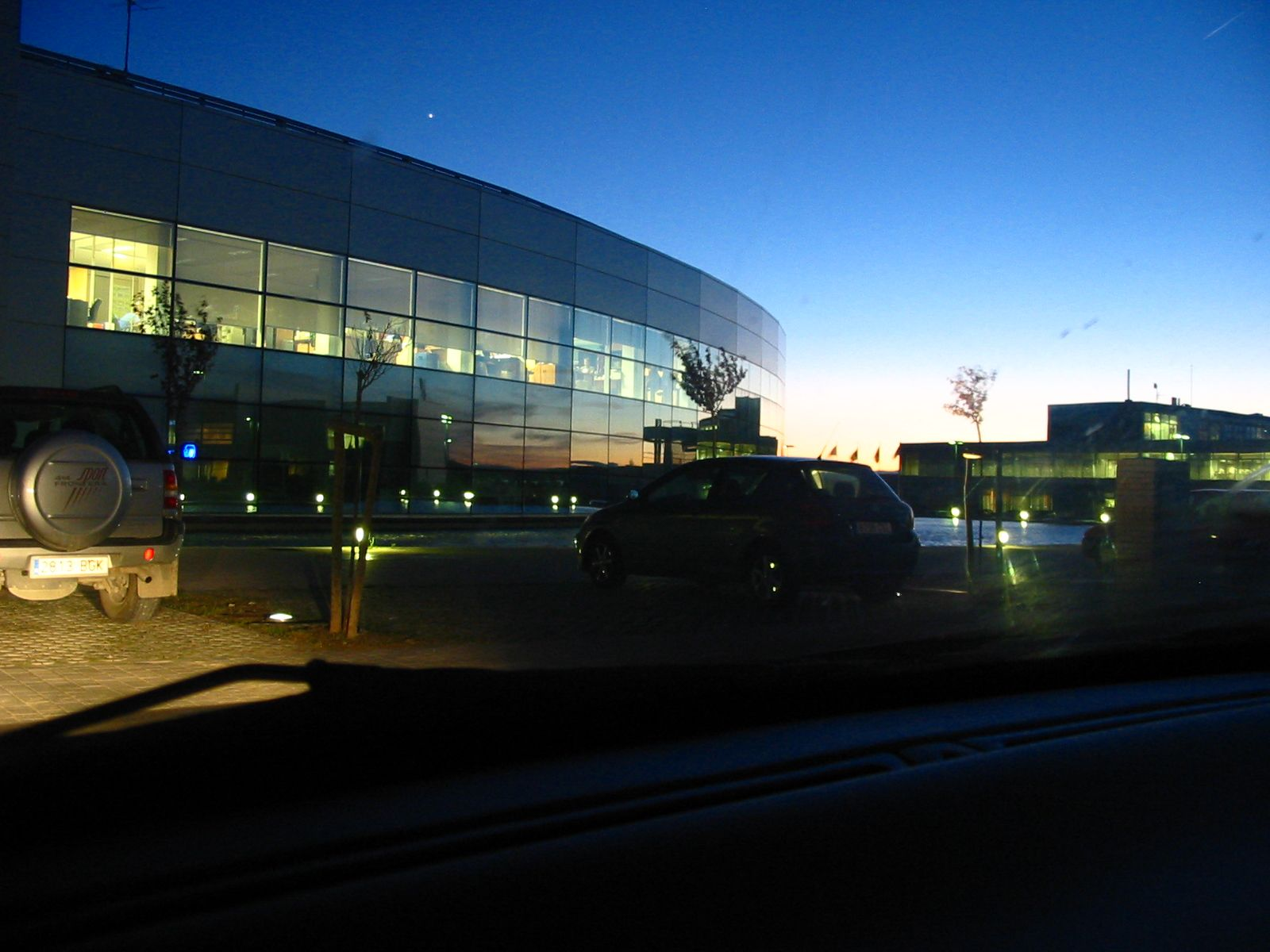
Parque Tecnológico Walqa, símbolo de la Huesca moderna

La economía oscense se basa en el sector servicios, en la industria y en la construcción. El sector agrícola ha ido perdiendo importancia en la ciudad con el paso del tiempo para dejar paso a la industria y el comercio. Actualmente Huesca tiene más de 2500 empresas y asociaciones como Ceos-Cepyme Huesca, la Cámara de Comercio e Industria de Huesca y Fundesa que hacen que Huesca sea una ciudad de servicios. También tiene gran importancia el parque tecnológico Walqa que incluye 65 empresas de base tecnológica y unos 1000 puestos de trabajo.

### Sector agrícola
El sector agrícola solo corresponde al 9,82 % del PIB oscense. La mayoría de los cultivos son de secano, el cereal es el más extendido con campos de cebada, trigo, avena y centeno. Pero también los cultivos de regadío han aumentado como la alfalfa.

### Industria
Alrededor de la ciudad existen cuatro polígonos industriales en las que están la mayoría de empresas: La Mangatina, Monzú, Sepes y Martínez de Velasco. El polígono La Magantina se encuentra en el noreste de la ciudad; tiene una superficie de 269 102 m². Se especializa en el sector comercial abierto al público, pero también cuenta con empresas de sectores como el industrial, distribución, sector eléctrico, alimentación, concesionarios, materiales y servicios así como gimnasios o cafeterías. El polígono Monzú también está en el noreste, tiene una superficie de 737 870 m² y cuenta fundamentalmente con empresas de servicios y más de un centenar de firmas pertenecientes a sectores como distribución, alimentación, material para la construcción, fontanerías o empresas del metal. El polígono industrial Sepes se encuentra en el este, tiene una superficie de 680 000 m² y cuenta con más de doscientas empresas pertenecientes a la industria, al comercio y a los servicios. El polígono industrial Martínez de Velasco está situado en el suroeste, tiene una superficie de 357 870 m² y en él hay un centenar de empresas, fundamentalmente servicios. El parque tecnológico Walqa está especializado fundamentalmente en tres sectores: Tecnologías de la Información, Biotecnología y Energías Renovables. Destacan empresas como Telefónica I+D, Deloitte, Accenture, Ecomputer, Indra, Podoactiva, Ox-cta, Tafyesa, Frogtek y otras muchas así como la presencia de la Universidad San Jorge, la Universidad de Zaragoza y la Fundación del Hidrógeno.

### Sector servicios
El comercio y el turismo son los pilares de la economía con un 44,7 % del PIB. La Plataforma Logístico-Industrial Huesca - Sur (PLHUS) es un punto de referencia en cuanto a calidad, accesibilidad, servicios, conservación y respeto medioambiental en Aragón. Se sitúa en la autovía A-23 y tiene un área de 1 157 062,09 m². Tiene unos servicios de oferta inmobiliaria para empresas o integración de usos (comerciales, servicios logísticos e industriales).

## Símbolos

### Escudo
El escudo actual se diseñó en el siglo XVI para sustituir al anterior creado en el siglo XIII. Se compone de un jinete lancero y el lema del municipio romano (Urbs Victrix Osca ―Huesca, Ciudad Vencedora―), abreviado como VV Osca. El fondo es de azur y el jinete de color blanco va armado con una lanza en su mano derecha y montado sobre un caballo rampante de plata. La corona real, abierta y sin diademas que es un círculo de oro, engastado de piedras preciosas, compuesto de ocho florones, visibles cinco, interpolados de perlas. El todo rodeado por dos ramas una de palma de oro y otra de laurel.

### Bandera
La bandera actual de Huesca se debe a Felipe V. Al suprimir los fueros de Aragón concedió a Huesca otra bandera ya que Huesca en esa época tenía su propia bandera, la del Ángel Custodio tutelando la ciudad.
La bandera actual se compone de la cruz de San Andrés, en la que este apóstol sufrió martirio, y una serie de complejos motivos de carácter geométrico, en colores blanco, rojo, amarillo y verde, con el fondo el lema romano VV Osca. Además esta bandera es cuadrada por ser un estandarte de guerra.

## Administración y política
La ciudad es capital de la provincia de Huesca y de la comarca Hoya de Huesca y por tanto alberga la Diputación Provincial de Huesca y la Subdelegación del Gobierno. Además es sede del partido judicial número 4 de la provincia.

### Instituciones provinciales
La ciudad cuenta con la sede de la Diputación Provincial de Huesca. La Diputación está compuesta por diputados provinciales, que deben ser alcaldes o concejales de los seis partidos judiciales de la provincia. El actual presidente de la Diputación es Antonio Cosculluela (PSOE), quien también es el alcalde de Barbastro. La Diputación se compone por 25 diputados. En la actualidad el PSOE cuenta con 13 diputados, el PP con 9 y el PAR con 3. El partido judicial de Huesca obtuvo un empate entre PP y PSOE siendo este último quien logró hacerse con la mayoría mediante un pacto con el PAR.

### Gobierno municipal
El ayuntamiento esta actualmente compuesto por 25 concejales elegidos cada cuatro años por sufragio universal. Desde las elecciones de 2011 se sumaron 4 concejales más porque la ciudad superó los 50 000 habitantes.

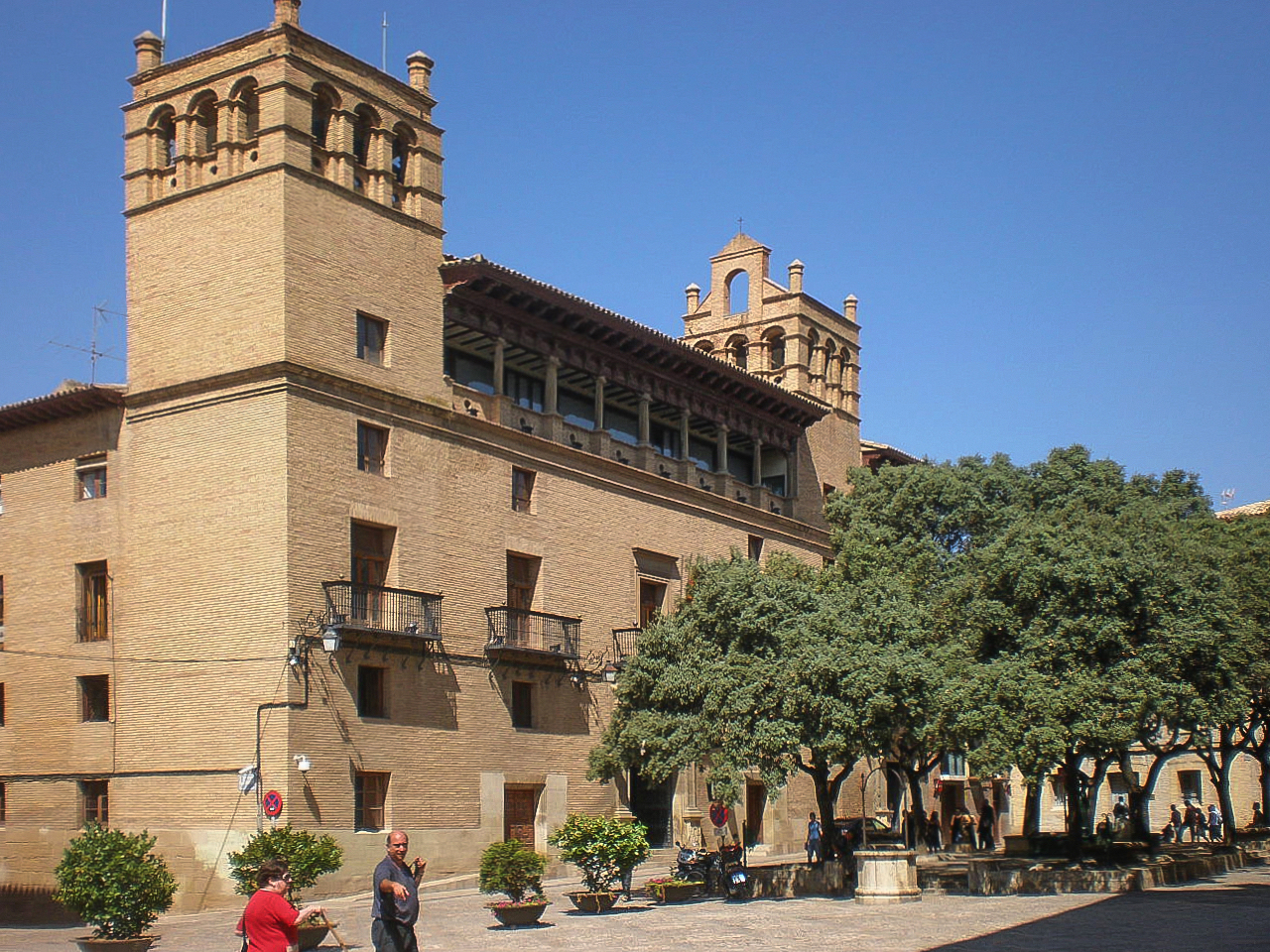
Ayuntamiento de Huesca

| Periodo   | Nombre                        | Partido | Partido                                            |
| --------- | ----------------------------- | ------- | -------------------------------------------------- |
| 1979-1983 | José Antonio Llanas Almudévar |         | Unión de Centro Democrático (UCD)                  |
| 1983-1995 | Enrique Sánchez Carrasco      |         | Partido de los Socialistas de Aragón (PSOE-Aragón) |
| 1995-1997 | Luis Acín Boned               |         | Partido Aragonés (PAR)                             |
| 1997-1999 | José Luis Rubió Gracia        |         | Partido Popular de Aragón (PP)                     |
| 1999-2010 | Fernando Elboj Broto          |         | Partido de los Socialistas de Aragón (PSOE-Aragón) |
| 2010-2011 | Luis Felipe Serrate           |         | Partido de los Socialistas de Aragón (PSOE-Aragón) |
| 2011-2015 | Ana Isabel Alós López         |         | Partido Popular de Aragón (PP)                     |
| 2015-2023 | Luis Felipe Serrate           |         | Partido de los Socialistas de Aragón (PSOE-Aragón) |
| 2023-act. | Lorena Orduna                 |         | Partido Popular de Aragón (PP)                     |

| Partido político                                   | 2023  | 2023  | 2023       | 2019  | 2019  | 2019       | 2015  | 2015  | 2015       | 2011 | 2011  | 2011       | 2007 | 2007  | 2007       |
| Partido político                                   | Votos | %     | Concejales | Votos | %     | Concejales | Votos | %     | Concejales | %    | Votos | Concejales | %    | Votos | Concejales |
| Partido Popular de Aragón (PP)                     | 8841  | 36,07 | 12         | 7463  | 29,80 | 9          | 7586  | 30,96 | 9          | 9164 | 38,06 | 11         | 7459 | 32,19 | 7          |
| Partido de los Socialistas de Aragón (PSOE-Aragón) | 6938  | 28,31 | 10         | 8355  | 33,37 | 10         | 6101  | 24,90 | 8          | 7583 | 31,15 | 9          | 8907 | 38,44 | 9          |
| Vox                                                | 2581  | 10,53 | 3          | 1310  | 5,23  | 1          | —     | —     | —          | —    | —     | —          | —    | —     | —          |
| Podemos-Equo-Aragón Sí Puede                       | 1149  | 4,68  | 0          | 2134  | 8,52  | 2          | 2145  | 8,76  | 2          | —    | —     | —          | —    | —     | —          |
| Cambiar-Izquierda Unida-Los Verdes (IU-LV)         | 1098  | 4,48  | 0          | 1119  | 4,46  | 0          | 3336  | 13,62 | 4          | 1558 | 6,47  | 1          | 1338 | 5,77  | 1          |
| Chunta Aragonesista (CHA)                          | 1088  | 4,44  | 0          | 803   | 3,21  | 0          | 1022  | 4,17  | 0          | 1632 | 6,78  | 2          | 2092 | 9,03  | 2          |
| Partido Aragonés (PAR)                             | 543   | 2,22  | 0          | 809   | 3,23  | 0          | 1044  | 4,26  | 0          | 1653 | 6,87  | 2          | 1906 | 8,23  | 2          |
| Ciudadanos (CS)                                    | 454   | 1,85  | 0          | 2701  | 10,79 | 3          | 2242  | 9,15  | 2          | —    | —     | —          | —    | —     | —          |

## Servicios

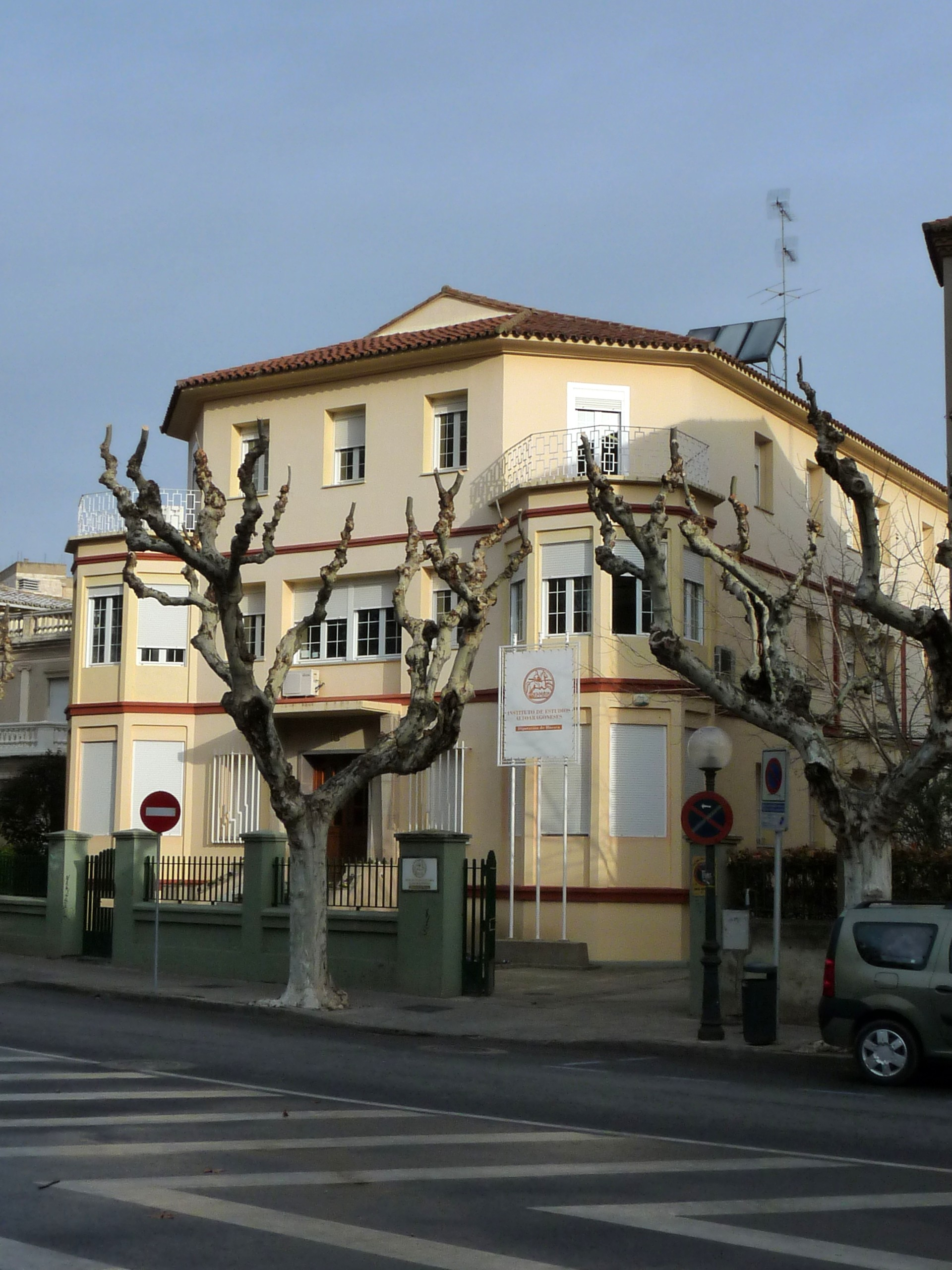
Instituto de estudios Altoaragoneses

### Educación
Durante el curso 2010-2011 estuvieron matriculados en Huesca 18 093 alumnos en educación infantil y primaria. Huesca cuenta con varios centros educativos. Hay 9 guarderías privadas y 2 públicas. De carácter público hay 8 centros de educación infantil y primaria y 2 centros privados de educación infantil. En educación secundaria hay 4 centros públicos y 4 centros concertados y 3 centros específicos de formación profesional. Hay un centro de educación especial, una escuela oficial de idiomas donde se imparten alemán, francés, inglés e italiano y también cuenta con un conservatorio de carácter público. También hay un centro de formación de personas adultas y el Centro de Profesores y Recursos de Huesca para la formación permanente del profesorado (CPR), los dos de carácter público.
Existen los siguientes centros educativos: colegio Salesianos San Bernardo, colegio San Viator, colegio Santa Ana y colegio Santa Rosa en educación infantil y primaria y secundaria (concertados) y Pío XII, Juan XXIII, Sancho Ramírez, Pedro J. Rubio, Alcoraz y Pirineos-Pirinée (públicos de infantil y primaria); y el Altoaragón, Ramón y Cajal, Pirámide, Lucas Mallada y Sierra de Guara en secundaria y bachillerato.

#### Campus de Huesca
El campus de Huesca es uno de los tres campus en los que se distribuye la Universidad de Zaragoza, cuenta con 2912 alumnos matriculados. Se distribuye en seis edificios, el Vicerrectorado del Campus, la Facultad de Ciencias Humanas y de la Educación, la Facultad de Ciencias de la salud y del Deporte, la escuela Politécnica Superior, la Escuela Universitaria de Estudios Empresariales, el colegio mayor Ramón Acín y la escuela universitaria de San Jorge de enfermería.

### Sanidad
Los servicios sanitarios de Huesca están gestionados por el Servicio Aragonés de Salud. Se distribuye en el sector sanitario Huesca y cuenta con varios centros de salud que se dividen en atención primaria, atención especializada, atención sociosanitaria y salud mental.
- Hospital General San Jorge[58]
- Hospital Sagrado Corazón de Jesús
- Centro de salud Pirineos
- Centro de salud Santo Grial
- Centro de Rehabilitación Psicosocial Santo Cristo de los Milagros
- Centro de salud Huesca Rural
- Centro de salud Perpetuo Socorro
- Centro de salud Los Olivos

### Servicios sociales
El ayuntamiento de Huesca a través de la concejalía de Bienestar Social, cuenta con varios programas como Atención Primaria que incluye diversas ayudas económicas o asesoraría jurídica, Personas mayores son una serie de servicios como teleasistencia o el transporte urbano para la tercera edad, Inserción sociolaboral pretende mejorar las condiciones de acceso al mercado de trabajo a las personas que tienen mayores dificultades para conseguirlo o favorecer la ocupabilidad de las personas desempleadas, el Centro de Prevención Comunitaria es un plan municipal de prevención sobre drogodependencias y otras adicciones para prestar atención a aquellas personas que necesiten un tratamiento de rehabilitación e Inmigración es un plan integral para la igualdad e integración.

### Comunicaciones

#### Red viaria

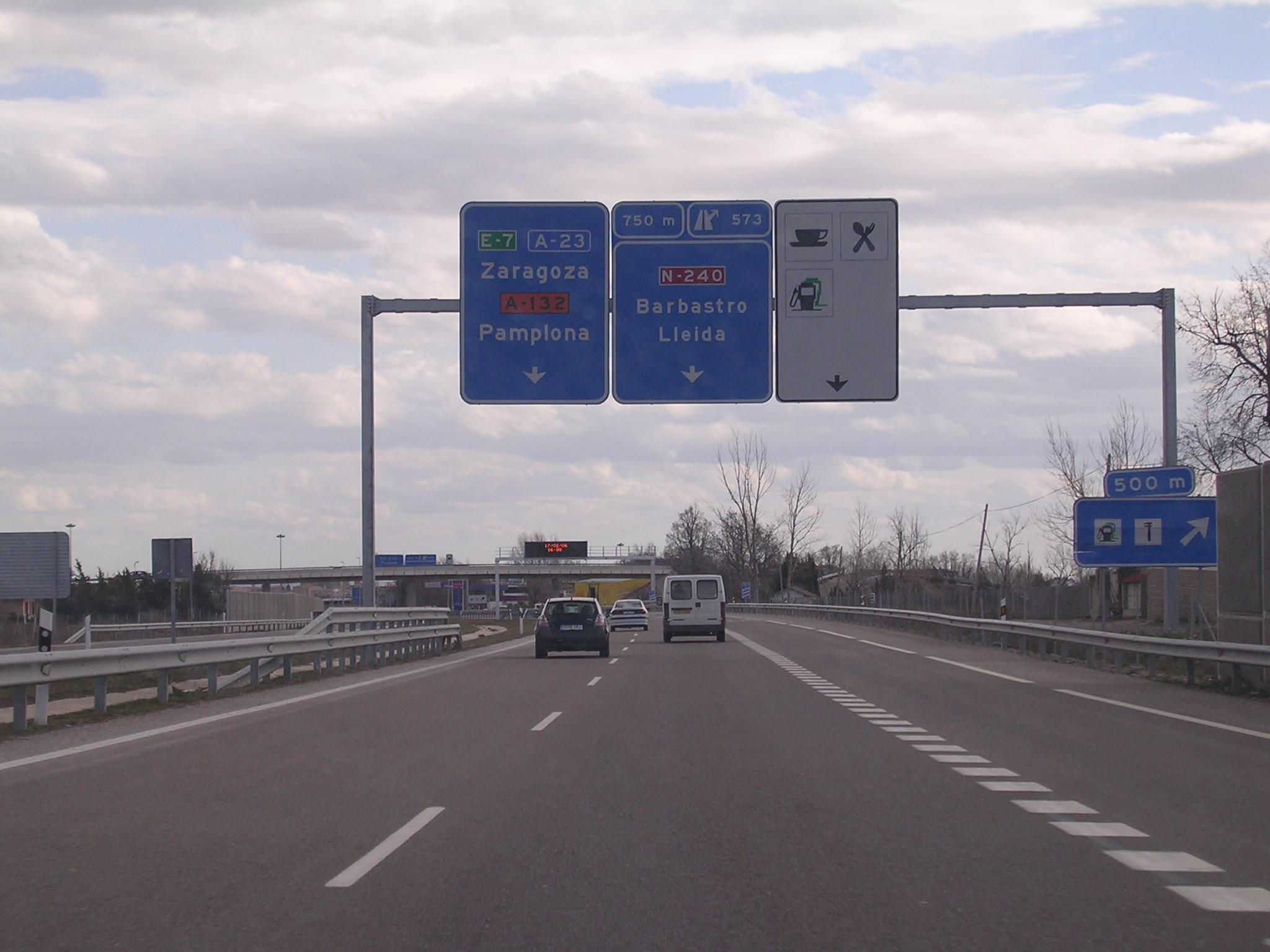
Autovía mudéjar en Huesca

Huesca está comunicada con las otras dos capitales de provincia de Aragón, Zaragoza y Teruel, a través de la autovía Mudéjar, además también se comunica con las capitales de provincia que limitan con ella, Pamplona por la carretera nacional N-240 y por Lérida por la A-22. También se comunica con Francia a través de la N-330 donde se cruza la frontera a partir del túnel de Somport.
| Identificador | Denominación                     | Itinerario |
| ------------- | -------------------------------- | --- |
| E-07 A-23     | Autovía Mudéjar                  | Sagunto – Segorbe - Sarrión – Teruel - Santa Eulalia del Campo-Monreal del Campo - Calamocha - Romanos - Mainar - Paniza - María de Huerva - Zaragoza - Huesca - Nueno - Arguis - Monrepós - Caldearenas - Sabiñánigo - Jaca - Somport - Francia |
| A-22          | Autovía Huesca-Lérida            | Huesca – Siétamo – Velillas – Ponzano – El Pueyo – Barbastro – Monzón – Binéfar – Almacellas - La Cerdera – Lérida |
| N-330         | Carretera Alicante-Francia       | Alicante – Almansa – Requena – Utiel – Teruel – Zaragoza – Huesca – Jaca – Francia |
| N-240         | Carretera Tarragona-Bilbao       | Tarragona - Valls - Montblanch - Lérida - Almacellas - Binéfar - Monzón - Barbastro - Huesca - Sabiñánigo - Jaca - Pamplona - Vitoria - Bilbao                                                                                                   |
| A-131         | Carretera Huesca-Fraga           | Huesca - Monflorite - Sariñena - Fraga |
| A-132         | Carretera Huesca-Puente la Reina | Huesca - Ayerbe - Murillo de Gállego - Puente la Reina |
| A-1212        | Carretera Huesca-Grañén          | Huesca - Pompenillo - Tabernas de Isuela - Sangarrén - Barbués - Almuniente - Grañén |

| Tipo de vehículo      | Cantidad | Porcentaje |
| --------------------- | -------- | ---------- |
| Automóviles           | 23 537   | 67,69 %    |
| Camiones y furgonetas | 6236     | 17,93 %    |
| Motocicletas          | 2057     | 5,91 %     |
| Autobuses             | 195      | 0,56 %     |
| Tractores             | 192      | 0,55 %     |
| Otros vehículos       | 2525     | 7,26 %     |
| Total                 | 34 769   | 100 %      |

#### Ferrocarril

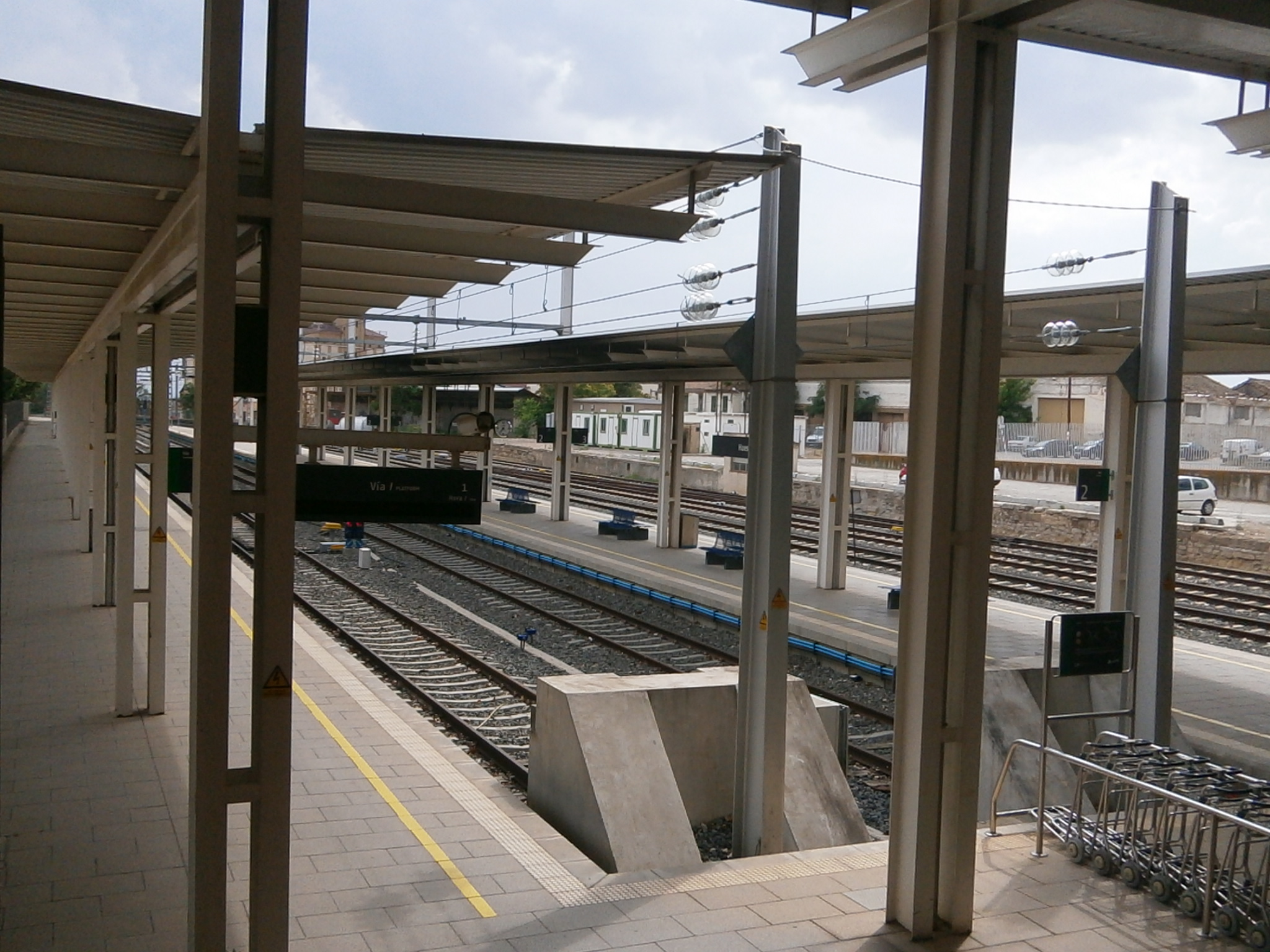
Estación de tren de Huesca

Huesca dispone de una estación intermodal de tren y de autobuses interurbanos inaugurada en 2001. Es una estación de tipo pasante dentro de la línea Zaragoza-Canfranc. La estación cuenta con cuatro andenes y seis vías, dos destinadas a la Alta Velocidad y cuatro destinadas al tráfico regional sin electrificar. El edificio es de planta cuadrada, con el vestíbulo a nivel de calle. Sobre él se levantan dos torres de cuatro alturas que corresponden a un hotel y salones para banquetes.
AVE: La estación dispone de las líneas: Huesca-Zaragoza-Delicias-Madrid-Puerta de Atocha y Huesca-Zaragoza-Delicias.
Media Distancia: La estación dispone de las líneas: Huesca-Jaca-Estación Internacional de Canfranc y Huesca-Zaragoza-Delicias-Teruel-Valencia.

#### Aeropuerto

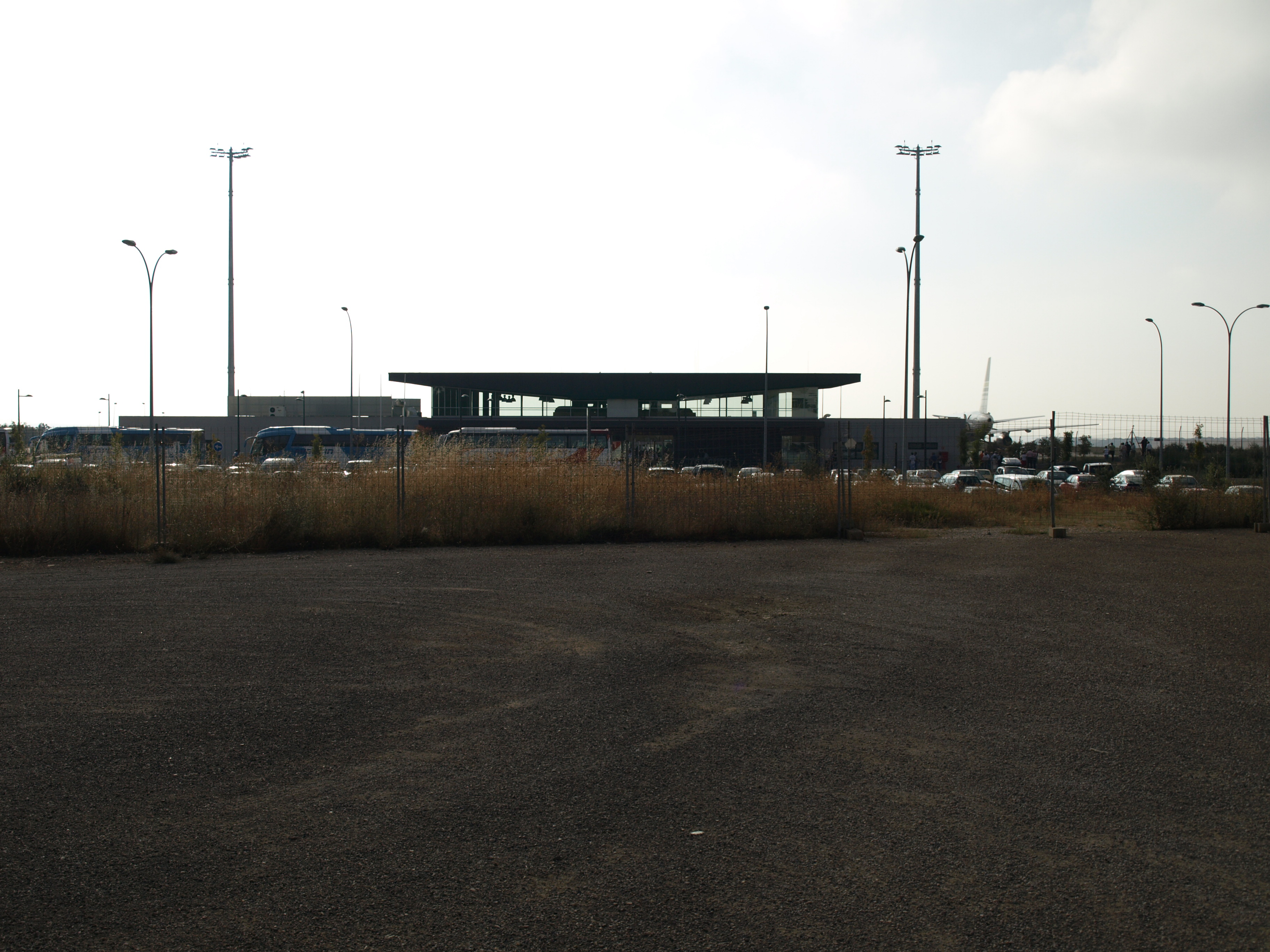
Entrada al aeropuerto de Huesca

El aeropuerto de Huesca se encuentra entre los términos municipales de Monflorite y Alcalá del Obispo y es un referente para el Pirineo aragonés ya que se encuentran las principales pistas de esquí de España. Declarado aeropuerto de interés general e incorporado a la red de Aena en octubre de 2000, el aeropuerto se encuentra abierto para operaciones de vuelo visual desde el 21 de diciembre de 2006. Actualmente existen dos zonas de vuelo diferenciadas pero no independientes, una para uso exclusivo de los planeadores y otra para las aeronaves con motor. El aeropuerto en 2010 transportó a 6368 pasajeros. En la temporada 2010-2011 las compañías del aeropuerto fueron Pyrenair y Monarch Airlines con vuelos a Madrid, La Coruña, Palma de Mallorca y Londres-Gatwick.
En febrero de 2011 las actividades de Pyrenair y de la escuela de pilotos de Top Fly fueron suspendidas, por lo tanto el aeropuerto quedó sin ningún tipo de actividad comercial.

#### Autobuses urbanos
| C1 | Circular 1                               |
| C2 | Circular 2                               |
| C3 | Circular - Centro Comercial - Cementerio |

La red de autobuses urbanos de Huesca es gestionado por la empresa llamada Huesca Automóvil S.L. El autobús urbano que va de un extremo a otro de la ciudad. Hay una línea que va desde el barrio del Perpetuo Socorro a los nuevos ensanches (Pirineos, autonomías...) siempre pasando por la calle principal que es el Coso. Otros autobús va hacia la Clínica San Jorge y el hipermercado Sabeco. También hay un urbano que va al cementerio. Hay línea azul cada hora y la línea verde cada media hora. El 1 de septiembre de 2013 entra en vigor la nueva contrata, estableciendo tres líneas circulares. En verano, solo funciona la línea C3.

## Patrimonio
El patrimonio monumental de la ciudad de Huesca se concentra principalmente en el Casco Viejo y las zonas colindantes.

### Edad Media

#### Murallas
Construcción que circundaba la ciudad construida en el siglo IX por los musulmanes por temor a los cada vez más frecuentes intentos de invadirla por parte de los cristianos del norte. El crecimiento de la ciudad con arrabales extramuros a partir del siglo X obligó a construir un nuevo cinturón defensivo hecho de tapial. Actualmente, sólo permanece en pie desde la calle de Joaquín Costa hasta la plaza de toros. La muralla tenía 7 puertas y 100 torres, pero se conserva únicamente la del Septentrión, remodelada según el estilo gótico. Tiene características romanas, mudéjares y modificaciones posteriores. Actualmente, está en proceso de restauración.

#### Iglesia de San Pedro el Viejo

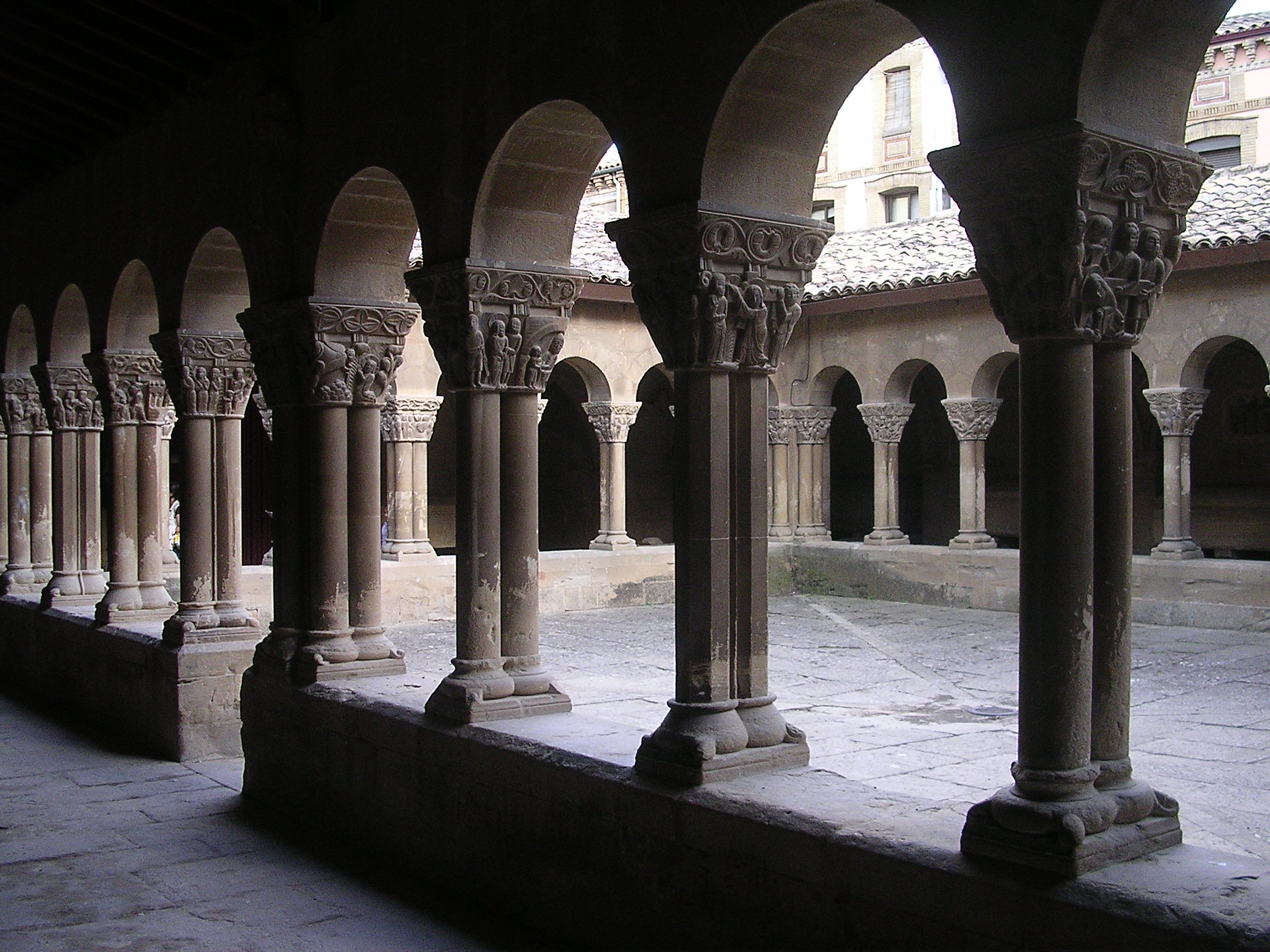
Iglesia de San Pedro el Viejo

Monasterio románico del siglo XII, que incluye claustro y panteón real de los reyes de Aragón (Alfonso I el Batallador y Ramiro II el Monje). La torre es de planta hexagonal de finales del siglo XIII y está ubicado en el casco antiguo de la ciudad. Alberga en su interior las pinturas murales del siglo XIII, la sillería del coro del siglo XVI y el Retablo Mayor de principios del siglo XVII. Es Monumento Nacional desde 1885.

#### Convento de San Miguel
Es un conjunto del románico tardío. Fue fundado por Alfonso I en 1110. El edificio fue un importante hospital, leprosería y lugar de reunión, hasta finales del siglo XV. Se conservan numerosos retablos de estilo barroco y el órgano del coro, que data de 1852. Se encuentra junto al río Isuela y al puente de San Miguel. Es llamado popularmente «Las Miguelas», por las monjas que lo ocupan, de la orden carmelita.

#### Catedral de Huesca

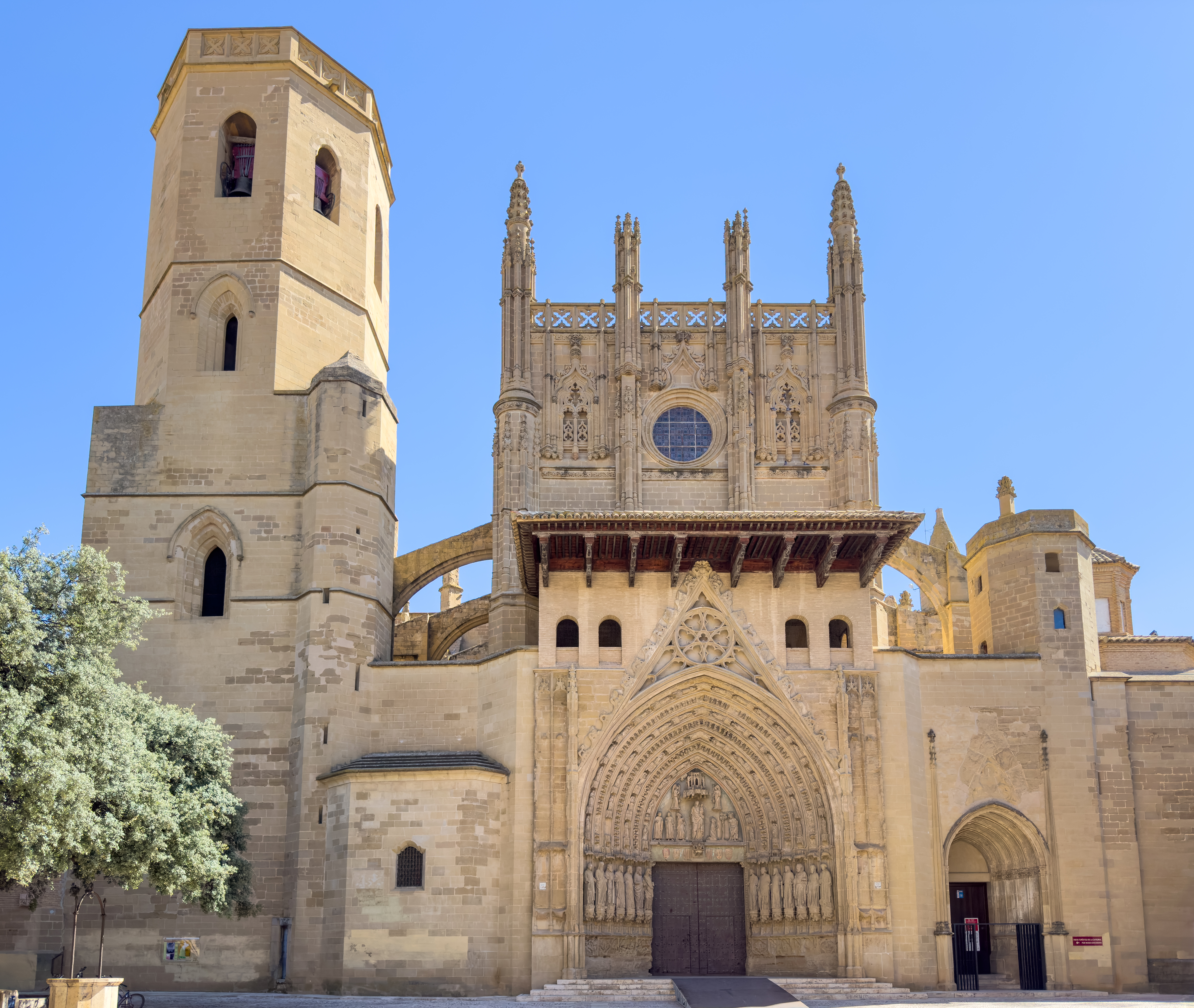
Catedral de Santa María

La catedral dedicada a Santa María es de estilo gótico construida en el siglo XIII y terminada en el siglo XVI. Se alza sobre un posible templo romano y sobre la antigua mezquita aljama de la que tan solo queda un arco de herradura en la zona de claustros. Durante el siglo XVII se siguió renovando el edificio sustituyendo retablos, capillas y sepulcros medievales por otros de estilo gótico y barroco. Fue declarada Monumento Histórico Artístico en 1931. En 1936 durante el cerco republicano de la ciudad se destruyó el chapitel que elevaba la torre un tercio más y le daba un aspecto más gótico. Es sede del obispado de Huesca y del Museo Diocesano de Huesca.

#### Santuario de Nuestra Señora de Salas
Está situado aproximadamente a 1 km de la ciudad y se accede a través de un vía crucis. Se reedificó sobre el año 1200, por iniciativa de Sancha de Castilla, viuda de Alfonso II de Aragón. Tiene la portada, con arquivoltas y capiteles que no apoyan sobre columnas, el rosetón y la parte baja de la torre. Es Monumento Nacional desde 1951.

#### Iglesia de Santa María in Foris
La iglesia fue construida en el siglo XIII, consta de una sola nave y su ábside es poligonal. En el siglo XVI los agustinos se hicieron cargo de la misma, fundando un convento, por lo que pasó a llamarse San Agustín. En excavaciones recientes en la iglesia se encontraron alrededor de 700 esqueletos, enterrados en cal viva y probablemente correspondían a víctimas de la peste que se produjo a mediados del siglo XVII.

### Renacimiento

#### Ayuntamiento de Huesca

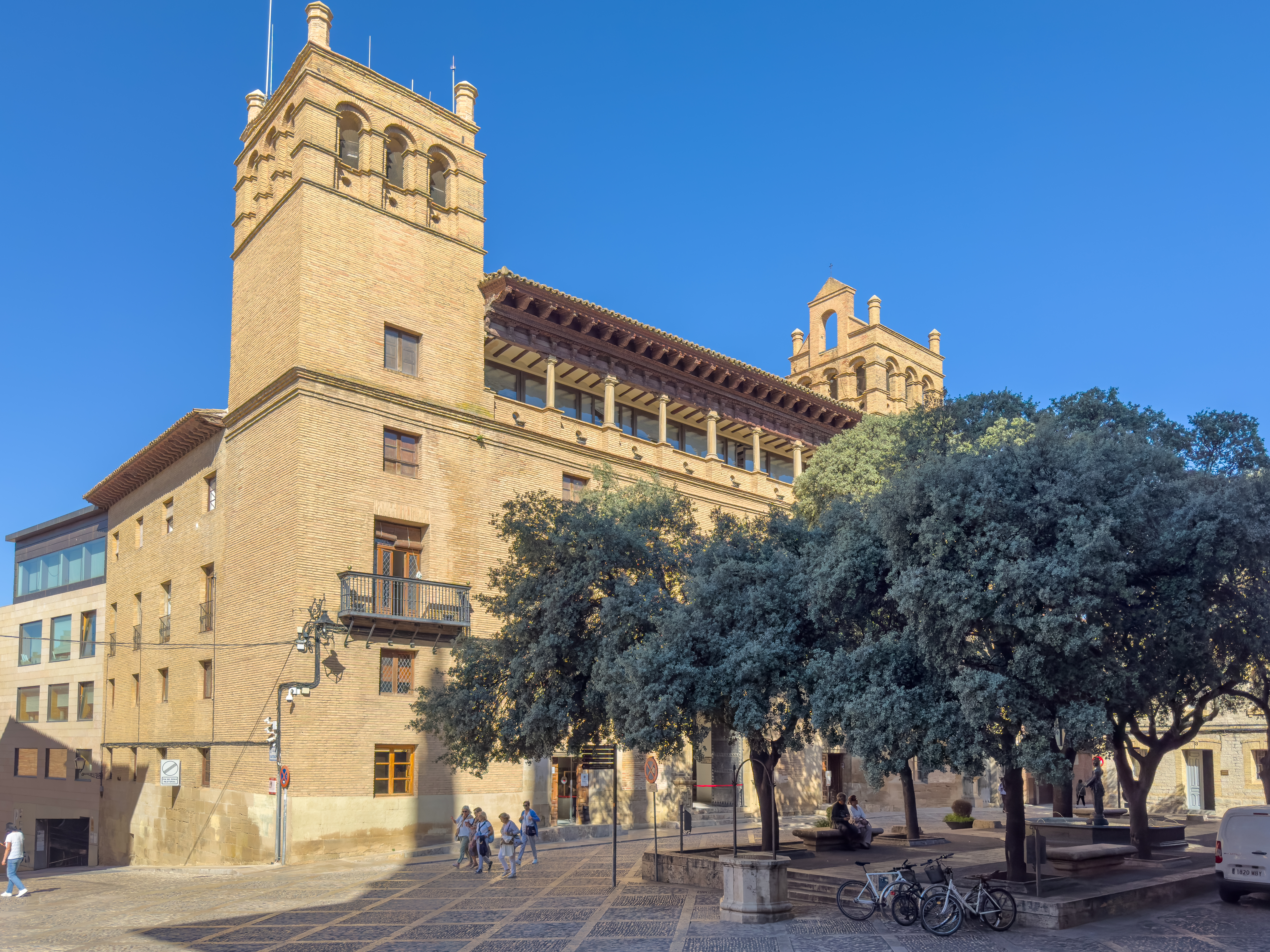
El ayuntamiento es un buen ejemplo de casa consistorial aragonesa del

Es un claro ejemplo de casa consistorial aragonesa del Renacimiento aragonés. El edificio se construyó en el siglo XVI sobre el solar que, anteriormente, ocupó la sede del concejo, frente a la catedral. En los años 1569-1571, se realizó una intervención de urgencia a cargo de Miguel Altué debido a su estado. En 1577, este mismo maestro de obra hizo una reforma casi total de la casa, de la cual fueron el Patio y el Salón de Sesiones que hay actualmente. En ella se encuentra el famoso cuadro de la Campana de Huesca.

#### Museo de Huesca
Construido sobre la antigua Universidad Sertoriana de Huesca que a su vez ocupaba parte del palacio de los Reyes de Aragón, alberga restos arqueológicos y obras de arte de toda la provincia y en especial de la comarca de la Hoya de Huesca. En él se encuentra la sala donde, según se dice, tuvieron lugar los hechos de la leyenda de la Campana de Huesca.

#### Palacio de Villahermosa
Este palacio de estilo gótico fue construido en el siglo XIV. Su techumbre ha sido restaurada donde se puede contemplar una mezcla de elementos bestiarios y elementos heráldicos. Entre estas figuras se distinguen aves, leopardos o serpientes. En la actualidad es un centro cultural a cargo de IberCaja.

#### Palacio de los Climent
Actual colegio de Santa Ana.

### Barroco

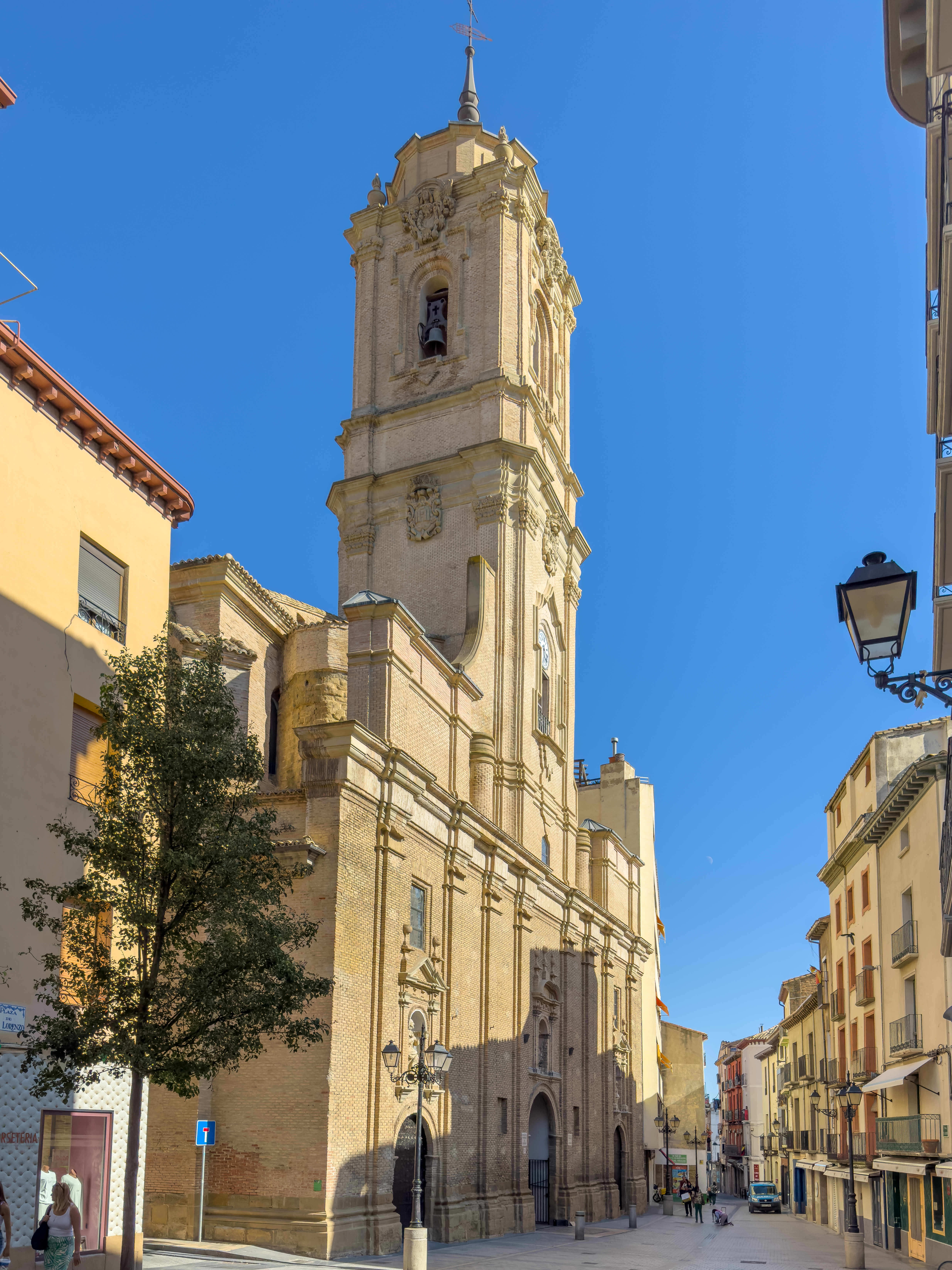
Basílica de San Lorenzo
Fue edificada sobre un antiguo templo románico, que fue posteriormente ampliado en el siglo XIV en estilo gótico durante el reinado de Jaime II de Aragón. La iglesia se desarrolla en planta salón, formada por tres naves de la misma altura divididas en cuatro tramos por pilares cruciformes cubiertos mediante bóvedas de lunetos, con capillas laterales de los siglos XVI y XVII entre contrafuertes. En la sacristía se guarda el busto de San Lorenzo en plata de finales del siglo XVI. Cada 10 de agosto los danzantes interpretan en la portada de la basílica, los dances de las espadas, cintas y palos.
Ermita de San Jorge
Se construyó durante el siglo XIII pero el edificio que se conserva hoy en día es de mediados del siglo XVI. Se hizo en recuerdo de la batalla de Alcoraz, en la que, según la leyenda, se apareció San Jorge en apoyo de los cristianos, ayudándoles a ganar contra los musulmanes. Se conserva un retablo de finales del siglo XVI, donde se pueden apreciar imágenes relacionadas con la batalla de Alcoraz, de San Lorenzo, San Vicente y el Calvario. Está situada en el cerro de San Jorge, un gran pinar plantado a principios del siglo XX a las afueras de la ciudad. En los alrededores del cerro se festeja el día de San Jorge, patrón de Aragón.
Iglesia de Santo Domingo y San Martín
Su origen fue la iglesia del convento de los dominicos fundado por el infante Alfonso en 1254, cuya fábrica fue destruida en 1362 y reconstruida a finales del siglo XIV. A finales del siglo XVII se construyó el edificio actual y la torre fue levantada en el siglo XIX.
Santuario de Loreto
Se encuentra a 3 km de la ciudad. Fue erigida en una antigua villa llamada Loret y Lauret. La tradición cuenta que sobre el siglo II, que aquí vivían Santa Paciencia y San Orencio, padres de San Lorenzo. La ermita fue reedificada en 1387 por petición del papa Clemente VII. El edificio actual, fue construido en 1740 y su fachada herreriana fue concluida en 1765.

### Modernismo
Ultramarinos La Confianza
Tienda en activo más antigua de Aragón y de España, abierta por una familia francesa en 1871. El ultramarinos se destinó a mercería y sedería. En pocos años se amplió la venta de lujosos productos de importación, aromáticos cafés y chocolates, licores franceses o alimentos ahumados.
Fuente de las Musas

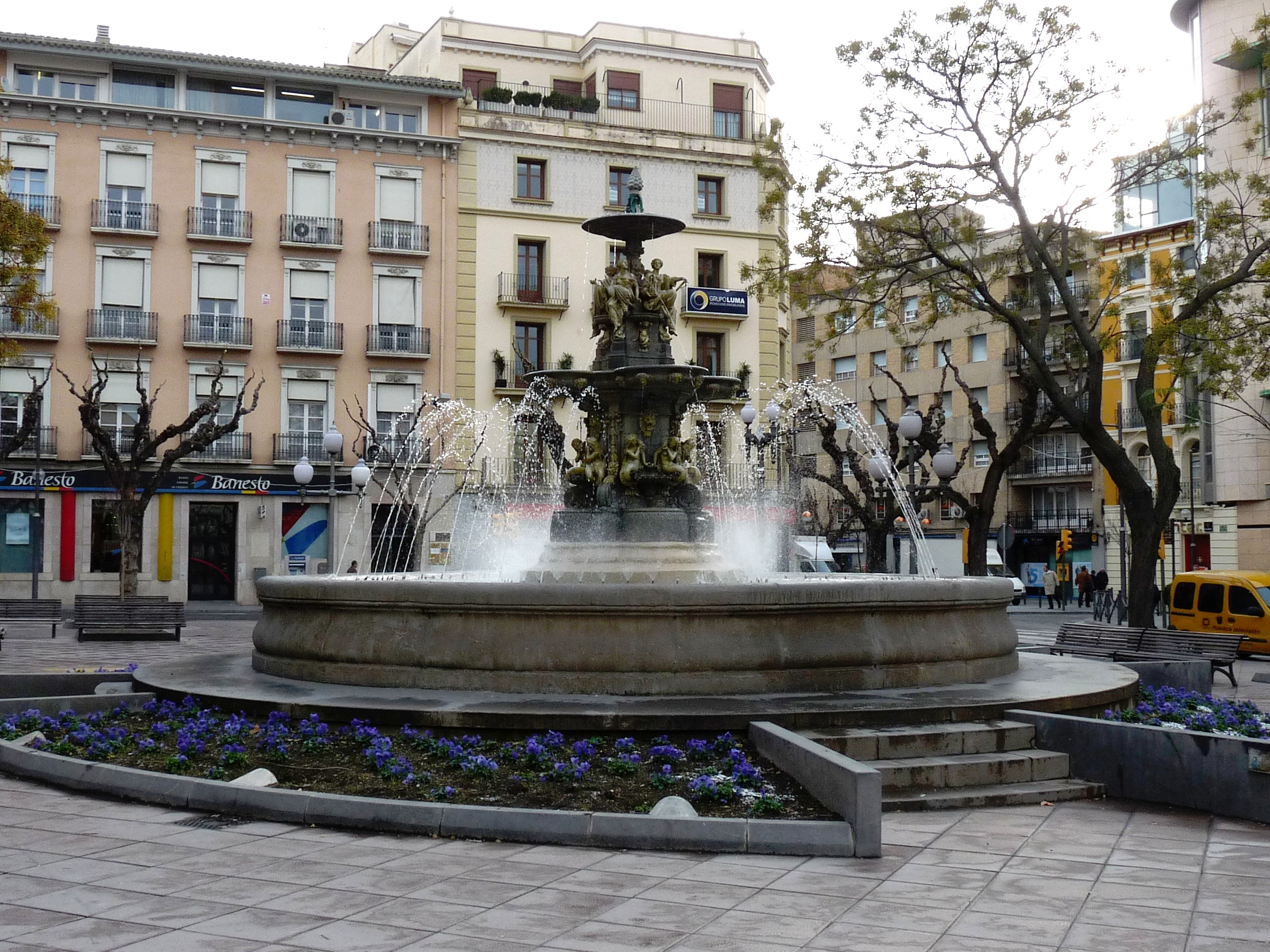
La Fuente de las Musas

Fuente datada de 1885, se encuentra en la plaza Navarra. Se encargó al arquitecto Federico Villasante la parte de la taza y el pedestal y la parte figurada fue encargado al francés Antoine Durenne donde se puede ver en la base de la fuente la inscripción «A. Durenne. Sommevoire». Actualmente se ha hecho una gran obra de restauración de la fuente, recuperando su belleza de antaño.
Casino (Círculo Oscense)

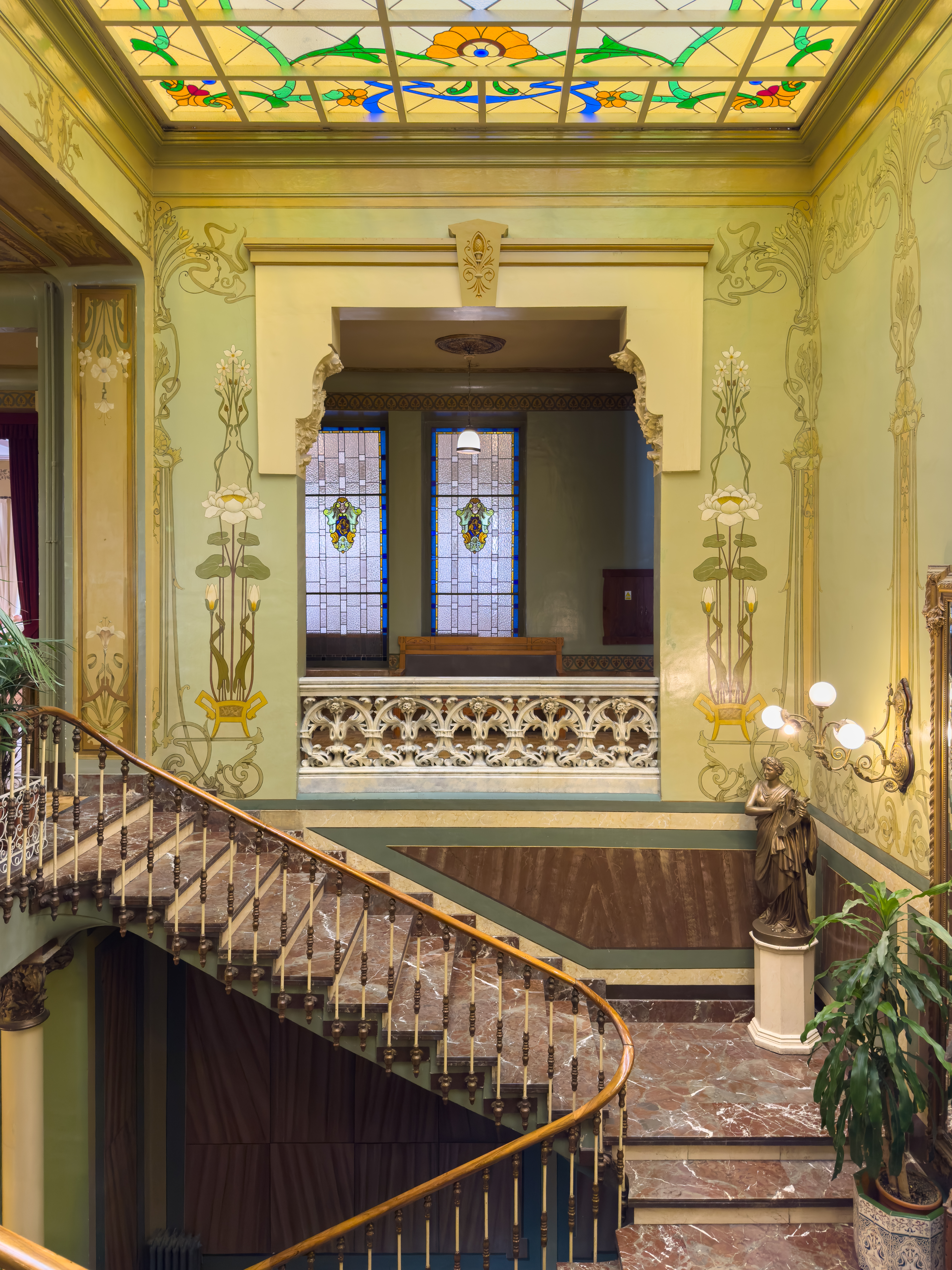
El Círculo Oscense

Es una de las muestras más importantes del modernismo en Huesca, se encuentra emplazado en la plaza de Navarra, el centro neurálgico de la ciudad. Construido a principios del siglo XX. El volumen es simétrico respecto al eje de la fachada principal y está configurado por la adición de cuerpos geométricos sencillos con fachadas blancas además presenta un carácter de castillo-fortaleza. Para los oscenses es también conocido como «Casino». Actualmente depende de la Fundación Círculo Oscense, una fundación de carácter público y municipal creada en 1982.
Puente de San Miguel
Construido en el año 1912. A pesar de su reducido tamaño, se trata de una obra de ingeniería que destaca por ser una de las primeras construcciones en hormigón armado en España. Su diseño combina la funcionalidad y un novedoso sistema constructivo con ornamentación modernista. En la entrada y salida del puente, la barandilla se completa con los muretes del hormigón armado sobre los que se colocan cuatro farolas de aire modernista.

### Eclecticismo
Cuartel de Ramiro II
Cuartel actualmente en desuso que data del año 1922.

### Época contemporánea
Monumento a Ramón y Cajal
Construido en 1983, se encuentra en la plaza de la Universidad. Se trata de una vigorosa cabeza en bronce del universal médico aragonés. Obra del escultor Pablo Serrano, el busto se entregó al ayuntamiento de Huesca el 22 de julio de 1983. La instalación del busto no se produjo hasta el 17 de octubre de 1984.
Centro de Arte y Naturaleza (CDAN)
El edificio es una obra del arquitecto Rafael Moneo, concebido por el autor como un volumen ondulado y fluido que forma un perímetro roto y fragmentado que va dando el tiempo al paisaje como sucede en los Mallos de Riglos o en el Salto de Roldán, accidentes geográficos que han inspirado al arquitecto. El edificio está emplazado en un suelo que mantiene su condición agrícola al estar rodeado de un campo cultivado de viñedos.
Palacio de congresos de Huesca

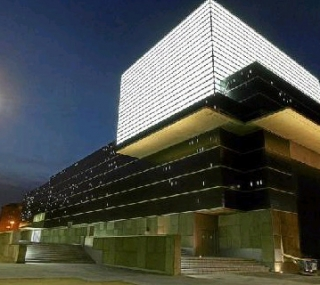
Palacio de Congresos

Da un aspecto de un gran prisma rectangular y oscuro ya que todas sus fachadas son de cerámica vidriada negra, el escenario se eleva a más de 20 m de altura y la fachada lleva una gran cantidad de luces led. En su interior se encuentra un gigantesco mural de 300 m² pintado sobre paneles adosados a las paredes cuya autora es la pintora oscense Teresa Ramón, denominado «La ciudad dorada».

## Cultura

### Lengua aragonesa
El Anteproyecto de la Ley de Lenguas de Aragón de 2001 reconoció a Huesca como municipio que podía ser declarado zona de utilización predominante de su respectiva lengua o modalidad lingüística propia o zonas de utilización predominante del aragonés normalizado, lo que llevaba a cabo que el nombre oficial cambiaría por el de «Huesca/Uesca», aunque la ley no se llegó a aprobar.
En la ciudad se habla un dialecto aragonés muy castellanizado llamado somontanés. A partir de la década de 1950 se ha ido perdiendo gradualmente los caracteres generales del idioma pero actualmente se ha conseguido revitalizar un poco gracias a la creación del Consello d'a Fabla Aragonesa y otras asociaciones culturales. Los artículos aragoneses, o, os, a, as, y la partícula pronominal adverbial en/ne, la construcción le'n, les ne, la preposición ta o el diminutivo «–ed/-er/eta».
La sonorización de las sordas intervocálicas latinas como el caso de forato («agujero»), melico o rete («red»). También hay casos, menos que en los anteriores de sonorización de la oclusiva tras la líquida. El fonema -x- se pierde y se vuelve -ch-, pero en muchos lugares se mantienen el demostrativo ixe, ixa, ixo, ixos, ixas. El diminutivo «-et» suena como «-ed» o «-er» según en que zonas. También quedan bastantes sustantivos y palabras aragonesas que se usan diariamente con el castellano. Cabe decir que estos caracteres son usados más por las generaciones más adultas.

### Fiestas locales
- San Vicente, el 22 de enero Huesca celebra sus llamadas «fiestas menores», donde participan asociaciones culturales y deportivas, peñas recreativas y entidades culturales oscenses, que organizan diferentes actividades como la realización de una degustación de patatas asadas, longanizas y churros frente a una hoguera.[87]

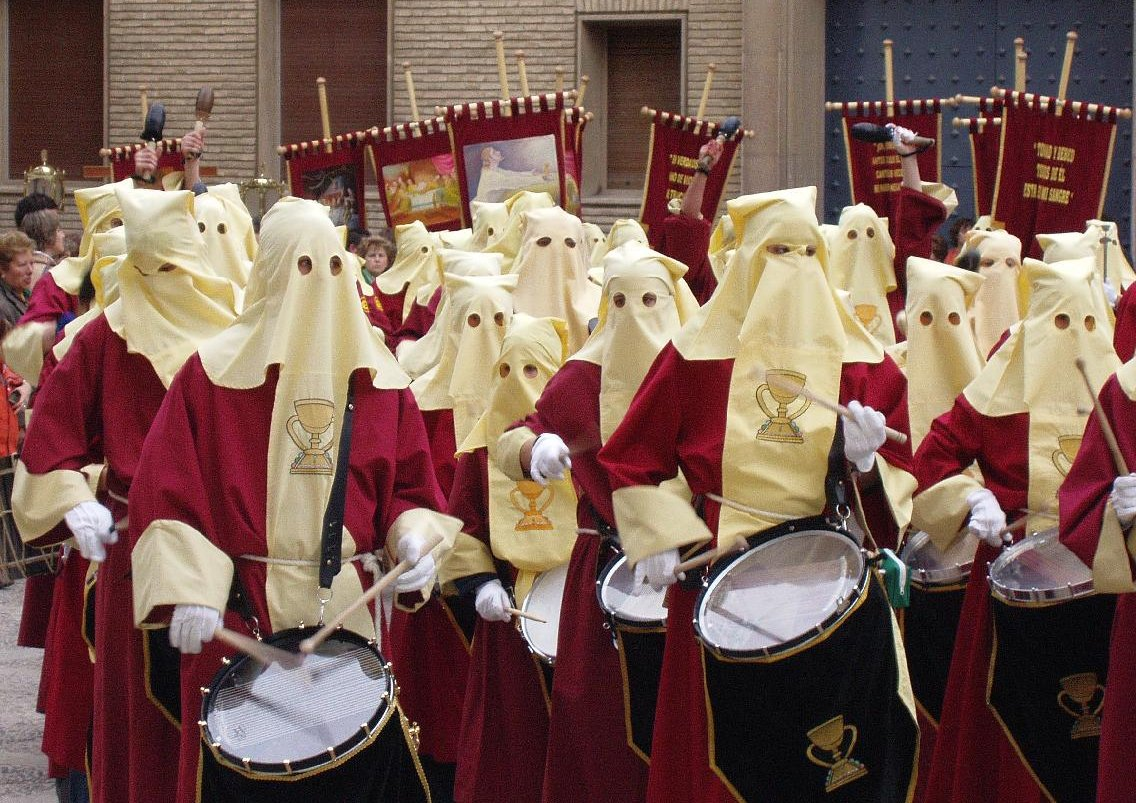
Paso de la Cofradía Salesiana del Santo Cáliz durante Semana Santa

- Semana Santa oscense, declarada de Interés Turístico Nacional, cuenta con varias cofradías entre las que destacan la de Jesús Nazareno y la archicofradía de la Santísima Vera Cruz, siendo esta una de las más antiguas, fundada alrededor del año 1500, renovando sus estatutos en enero de 1587,[88] incluye entre otros muchos actos, la representación desde 1947 de la obra teatral La Pasión.[89]
- San Jorge, se celebra el 23 de abril no solo en Huesca sino en todo Aragón al ser el patrón de la comunidad. En la ciudad los eventos más destacados son la celebración de la romería a la ermita y el cerro que llevan su mismo nombre donde se preparan actos como música, libros y actividades lúdicas y recreativas.[90]
- Fiestas de San Lorenzo, se celebran del 9 al 15 de agosto y son las fiestas mayores por ser el patrón de la ciudad, también son fiestas de Interés Turístico Nacional.[91] Comienzan el día 9 con el chupinazo en la plaza de la Catedral, y en la mañana del día 10 (San Lorenzo), a las puertas de la iglesia de San Lorenzo, los Danzantes ejecutan diversas danzas: las Espadas, los Palos Viejos y Nuevos, Vals de las Cintas, y El Degollau. Después la Real Cofradía de Caballeros de San Lorenzo acompaña la imagen del Santo mientras los danzantes interpretan la Danza de Espadas. Al regreso, los danzantes entran en la Basílica hasta el presbiterio, antes de celebrarse la Misa de Pontifical. Las fiestas se completan con una agenda cultural y diversas actividades de ocio, como por ejemplo, la famosa feria taurina de La Albahaca, que también sucede en estas fechas. Los símbolos de las fiestas son el uniforme blanco y la pañoleta verde, así como la albahaca, hierba muy habitual en tierras oscenses.[92]

### Otros eventos

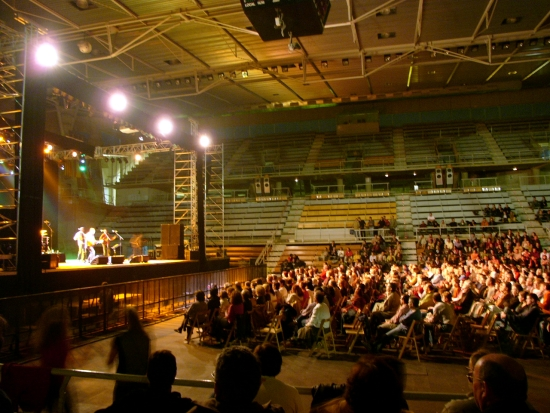
Periferias 2007 tocando en el Palacio Municipal de Deportes

- Centro de documentación Cultura y Empleo: Servicio de información para el empleo y la formación de los profesionales del sector de la cultura y de las artes. Su misión consiste en dar apoyo informativo y orientación a los agentes culturales para facilitar la mejora de sus competencias y conseguir mejorar su actividad. Dispone de una biblioteca especializada para la profesionalización del sector cultural.[93]

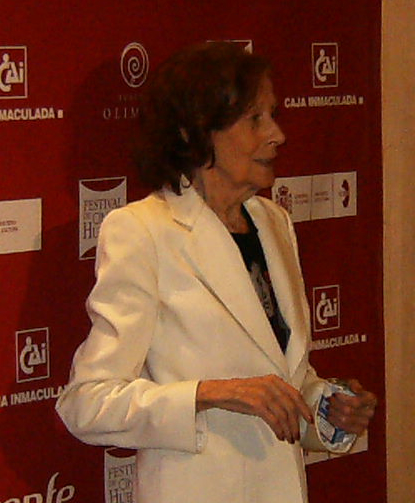
Mariví Bilbao en el Festival de Cine

- Huesca es un Cuento. Festival Internacional de la Oralidad. Se celebra a mediados de abril, en este festival se dan cita narradores de diversos géneros, desde contadores de cuentos a charlatanes, pasando por juglares, raperos, copleros, polipoetas, rapsodas y pedagogos, venidos de lugares como América Latina, Japón, África, Gran Bretaña y Francia.[94]
- Raspafestival. Se trata de un festival de música electrónica, se celebra a mediados de verano, ya que son actos prelaurentis, los días previos a las fiestas de San Lorenzo.[95]
- Arte y Ciudad. Okuparte. Se celebra entre mayo y junio, el proyecto consiste en establecer un recorrido utilizando los locales, edificios o centros comerciales, abandonados. El objetivo es llamar la atención sobre las posibilidades de regeneración urbana que plantea el centro histórico de la ciudad de Huesca, se trabaja en un proyecto unitario que adquiera la forma de una serie de instalaciones artísticas o de showrooms.[96]
- Periferias. Este festival se celebre entre octubre y noviembre, cada año el festival cambia ya que es temático que junta los distintos espectáculos y eventos que componen su programación y en un futuro ciencia o tecnología.[97]

- Festival Internacional de Cine de Huesca. Se celebra desde 1973. Depende de la Fundación Festival de Cine de Huesca y se rige por un director y un comité de dirección. Se reciben más de 1000 cortometrajes de más de 80 países y los homenajes se completan con el Premio Ciudad de Huesca y el Premio Luis Buñuel. Tiene secciones paralelas como la Muestra de cine Europeo, Cine y Gastronomía, Muestra de cine aragonés o Todos los niños al festival. Han participado en el festival personas como Mariví Bilbao y Carlos Saura.[98]
- Congreso de Periodismo digital. Se realiza durante el mes de marzo desde el año 2000. Este congreso reúne a más de 200 periodistas de toda España para tratar todos los temas relacionados con el periodismo digital. Lo organizan el Ayuntamiento de Huesca y la Asociación de Periodistas de Aragón.[99]
- Feria Internacional de Teatro y Danza. Evento que se realiza desde 1986 y que con su actual orientación se viene realizando desde 2004, va dirigida a programadores españoles e internacionales, para que conozcan las diferentes realidades que existen en el mundo de las artes escénicas, así como a artistas, compañías, productores y distribuidores, para que intercambien experiencias y nuevos sistemas de difusión para sus producciones. Es una feria asociada de COFAE y lo organizan diferentes organismos oficiales.[100]
- Artículos Literarios del Alto Aragón. Corresponden diversos artículos literarios de varios temas y materias relacionados con el Alto Aragón.[101]

### Museos y centros culturales

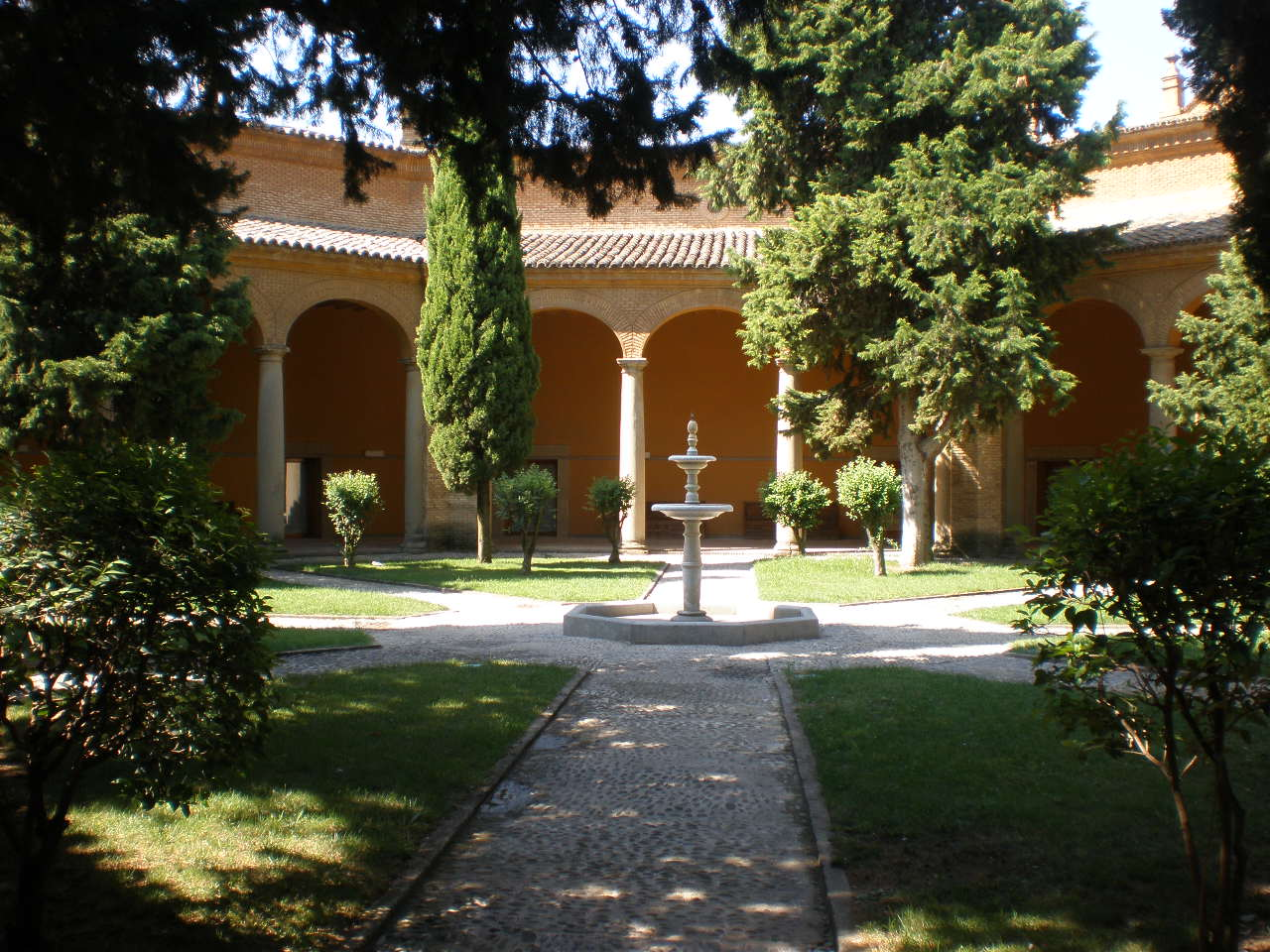
Claustro del Museo provincial

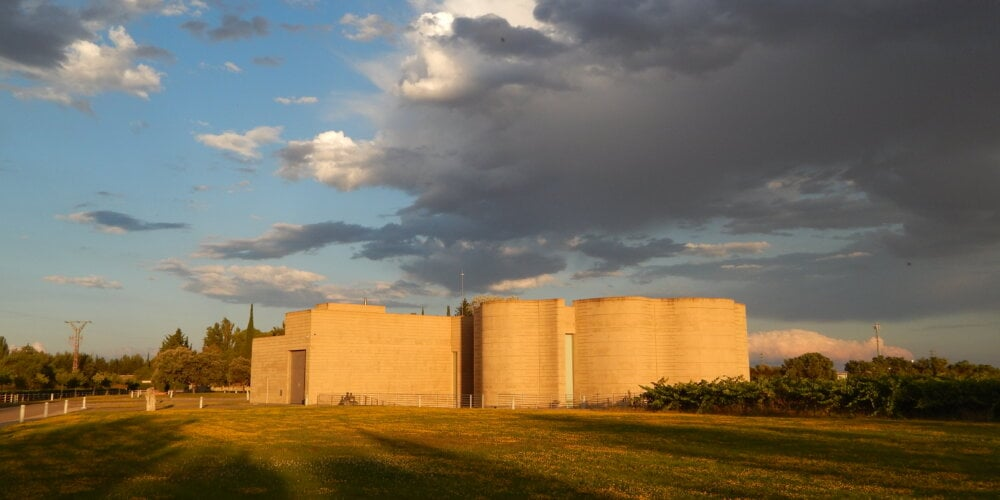
CDAN. Centro de Arte y Naturaleza Fundación Beulas

Los siguientes museos de Huesca son:
- Museo Diocesano de Huesca. Se constituyó en 1945 por decreto del obispo Lino Rodrigo. La exposición actual corresponde a una reestructuración realizada entre los años 1997 y 2004. El museo presenta unos fondos que corresponden al arte sacro procedentes tanto de la Catedral de Huesca como de muchas parroquias y conventos de la diócesis.
- Museo Arqueológico Provincial de Huesca. Este edificio es de gran interés porque ocupa parte del antiguo palacio de los Reyes de Aragón, con una capilla (sala de doña Petronila), y la habitación donde habría tenido lugar la campana de Huesca. Cuenta con una importante sección arqueológica, fondos de pintura medieval y la sección de bellas artes con el legado Carderera, con grabados de Goya y otros lienzos.
- CDAN. Centro de Arte y Naturaleza de la Fundación Beulas es un centro de arte contemporáneo especializado en las relaciones entre arte, naturaleza y paisaje. Cuenta con una colección itinerario por toda la provincia de Huesca, basada en el Programa Arte y Naturaleza de la Diputación de Huesca, así como la colección Beulas-Sarrate, atesorada por el matrimonio entre el pintor José Beulas y María Sarrate.
- Museo Pedagógico. El Museo Pedagógico esta en la plaza de Luis López Allué en el mismo edificio que la Oficina de Turismo. El museo es un espacio para recordar todo los acontecimientos y formas de vida en España durante el siglo XX.

Otros centros culturales son:
- Archivo de la Diputación Provincial de Huesca
- Archivo Histórico Provincial de Huesca
- Fototeca de la Diputación Provincial de Huesca
- Palacio de Congresos de Huesca
- Centro cultural del Matadero
- Centro cívico Santiago Escartín Otín
- Centro cultural Raíces
- Teatro Olimpia

### Deportes

#### Instalaciones

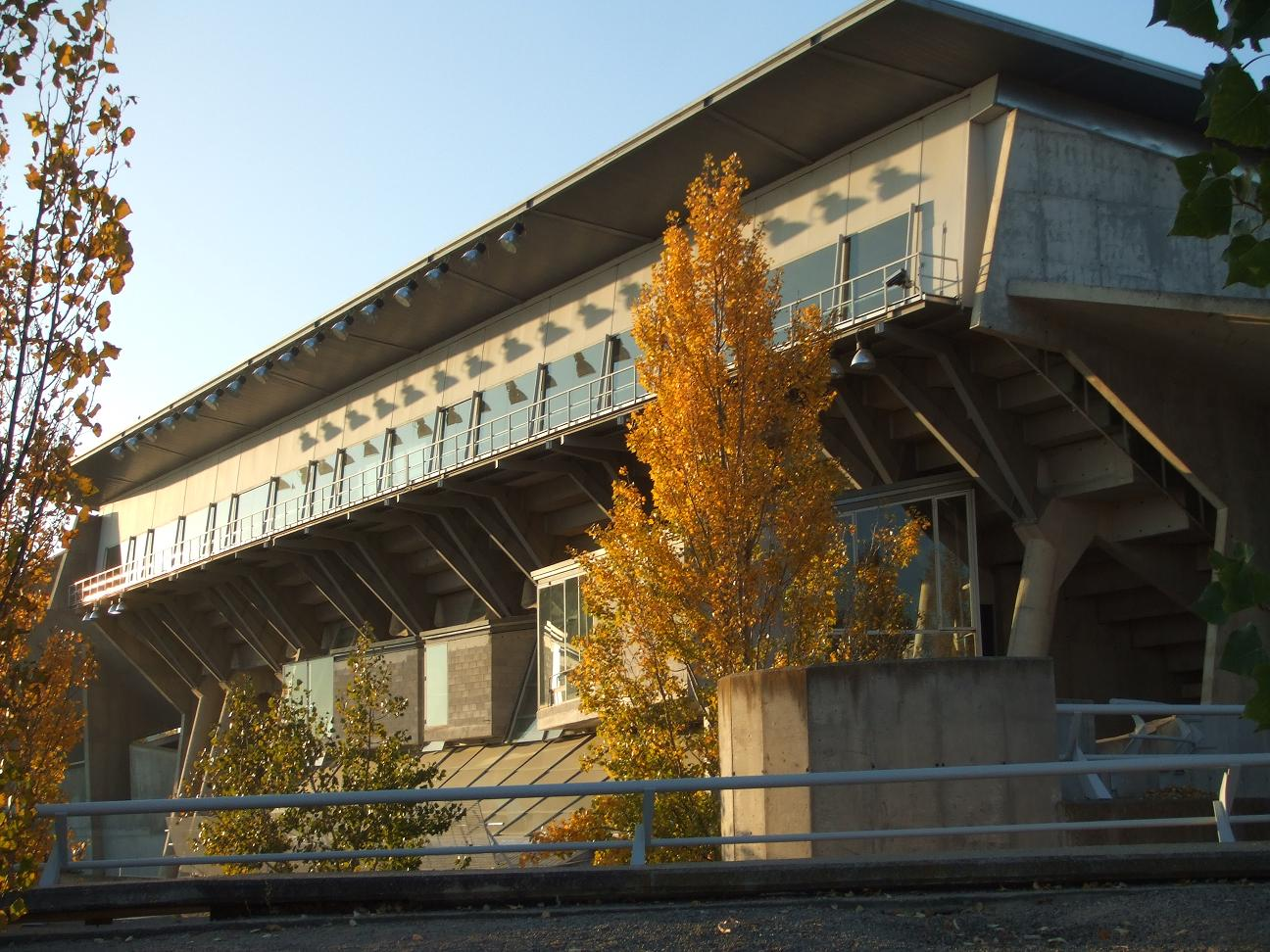
El palacio de deportes

Huesca cuenta con múltiples instalaciones deportivas de los que destaca la Ciudad Deportiva de José María Escriche y el Palacio Municipal de Deportes, donde se alberga el Club Baloncesto Peñas Huesca y también el Obearagón BM Huesca. Tiene una superficie de 40 700 m² y una capacidad de 5000 espectadores. El edificio también se usa aparte de actividades deportivas como escenarios de eventos musicales o actividades culturales. Tiene una estructura muy compleja de acero y hormigón armado, construido por Enric Miralles en 1994.
En la ciudad deportiva se puede practicar fútbol, atletismo, tenis, natación y voleibol, incluyendo otras actividades como el tiro con arco o acondicionamiento físico. Además existen diversos pabellones distribuidos por toda la ciudad, dos complejos deportivos, San Jorge y Ruiseñor, y las piscinas climatizadas Almeriz con dos piscinas climatizadas con capacidad para 317 espectadores.
El Alcoraz es el estadio que alberga a la Sociedad Deportiva Huesca, con una capacidad de 7638 espectadores y unas dimensiones de 105 x 68 m albergando los partidos del Huesca. El estadio inaugurado en enero de 1972 ha vivido momentos históricos de la S. D. Huesca, como la final de la Copa de España de aficionados de 1974 o eliminatorias de la Copa del Rey, numerosas fases de ascenso o un partido de la selección Sub-21 que jugó ante Grecia y también la reciente celebración en 2018 del ascenso, por primera vez en su historia, del equipo oscense a la Primera Liga Española.

#### Entidades deportivas

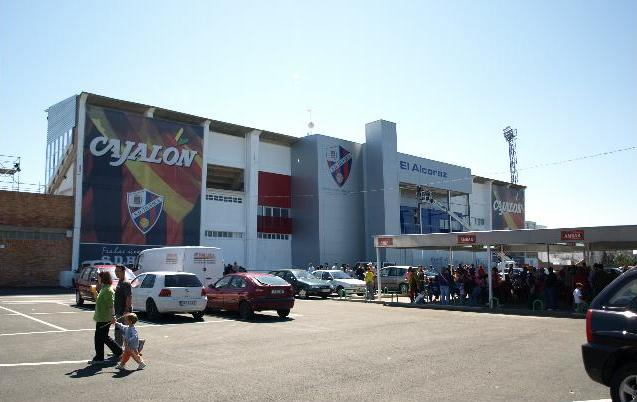
Estadio El Alcoraz

La S. D. Huesca es el principal club de fútbol de la ciudad, se fundó en 1960 tras la unión del Club Deportivo Huesca y la Unión Deportiva Huesca. La Sociedad Deportiva Huesca comenzó a competir en categoría regional, pero en su primera temporada ya logró el ascenso a Tercera División. La temporada 1971/72 logró su primer título nacional, el Campeonato de España de Aficionados, al vencer en la final al Deportivo Aragón. La SD Huesca debutó en Segunda División B en la temporada 1977/78. En la temporada 2007/08 consiguió el ascenso a segunda división y el 21 de mayo de 2018 a la Primera División del fútbol español. En la ciudad existen otros clubes como el Club Deportivo Peñas Oscenses o la Federación aragonesa de fútbol sala.
En baloncesto destaca el CB Peñas Huesca, fundado en 1977 con el nombre de Club Deportivo Peñas Recreativas de Huesca, que se volvió a refundar en 1996 con el nombre actual. El equipo empezó en Tercera división hasta llegar a la Liga ACB en la temporada 1983-1984. En 1996 se vendió la plaza de ACB al Baloncesto Fuenlabrada por la mala situación económica. Entre las temporadas 2010-2011 y 2021-2022 compitió en la LEB Oro, y actualmente compite en Segunda FEB, tercera categoría del baloncesto español. También existen otros clubes, como Club Baloncesto Boscos (C.B.Boscos) y el Club Baloncesto Femenino Huesca (C.B.F.Huesca), fundado en 1982 siendo una referencia en el baloncesto femenino oscense.
El balonmano cuenta con el Club Balonmano Huesca, fue fundado en 1995 llegando a la Primera División Nacional. El equipo logró en apenas tres años el paso desde la última categoría Autonómica a la Primera División Nacional, categoría en la los últimos años se ha llegado en varias ocasiones sin llegar a alcanzarlo. En la temporada 2010-2011 ascendió por primera vez en su historia a la Liga ASOBAL.
La ciudad también cuenta con dos equipos de atletismo, el Club Atletismo Huesca, es un club deportivo básico, en la actualidad sin sección de atletismo de pista, cuenta en la actualidad con 850 socios familiares, y 1416 deportistas, el 70 % de ellos menores de 18 años. Posee la autorización del Consejo Superior de Deportes para trabajar con personas que presentan algún tipo de discapacidad. Y el Club Atletismo Intec Zoiti que logró en 2019 el ascenso a la máxima categoría del atletismo español, la División de Honor.
En bádminton se encuentra el Club Bádminton Huesca, fundado en 1986 por un grupo de amigos de la antigua Universidad Laboral (hoy I.E.S. Pirámide), el Club Pirámide. Al año siguiente, el Club con la creación de un nuevo centro deportivo hizo nacer al Club Bádminton Squash Huesca, que dio un importante impulso al bádminton aragonés y empezó a ser reconocido como uno de los clubes más importantes de España. En 1996 se refunda el club con el nombre actual y se cambia de instalación.
El tenis cuenta con el Club Tenis Osca fundado en 1969 empezó contando con unas instalaciones básicas y muy funcionales con dificultades para conseguir las primeras subvenciones fueron muchas para la construcción de las pistas pero fueron terminadas en 1973. Actualmente cuenta con casi 1300 socios.
La ciudad cuenta con el club de montaña Peña Guara, fundado en 1932 para divulgar las bellezas naturales y arqueológicas de la provincia. Las primeras actividades de montañismo fueron en los Pirineos y el club fue refundado en 1949. El club llegó a la cima del Everest en 1991, y al K-2, donde los tres escaladores perdieron la vida en el descenso.

### Ocio y diversión
Huesca cuenta con dos principales núcleos de bares y zonas de marcha: el Casco Viejo y el Tubo.
El Casco Viejo esta en los alrededores de la plaza de la Catedral y la plaza del Mercado. El Tubo se encuentra al otro lado del Coso, las calles San Lorenzo, Padre Huesca y la calle Roldán, donde se pueden encontrar bares de todo tipo de estilos musicales.
Huesca es una ciudad muy vinculada al entorno natural y cuenta con numerosas zonas verdes y una red extensa de carril bici. La situación estratégica en medio de la Hoya de Huesca y cercana a los Pirineos hace que se la pueda considerar la «puerta» de los Pirineos.

### Medios de comunicación
Actualmente el único periódico editado en Huesca es el Diario del Altoaragón, originado de los cambios el 28 de septiembre de 1985 a partir de la Nueva España. Otros diarios desaparecidos son El Diario de Huesca y El Pueblo.
Con la llegada de la Televisión Digital Terrestre (TDT) Huesca recibió la llegada de Huesca Televisión, aparte de otros canales, que se centra en la actualidad de la provincia y otras cuestiones como la cultura, eventos sociales u otros acontecimientos que conciernen a la ciudad.
En la radio destaca Radio Huesca que también cuenta todo lo concierte a la ciudad y a la provincia pero en la ciudad se pueden sintonizar todas las cadenas principales de radio que operan a nivel estatal y regional con pequeñas sedes en Huesca de Cadena Dial, Los 40, Loca FM, esRadio, Radio Nacional de España, Cadena SER, Onda Cero y COPE.

### Religión
La ciudad es sede de la diócesis de Huesca cuyo obispo es Julián Ruiz Martorell. Abarca la parte central-sur de la provincia. Cuenta con unos 4728 km² y es sufragánea de la archidiócesis de Zaragoza. Se organiza en seis arciprestazgos: Almudévar, Ayerbe, Huesca, Monegros, Sesa-Berbegal y Somontano-Sobrarbe.

### Gastronomía
La carne, por regla general de cordero, es muy utilizada en la gastronomía oscense. Los pescados frescos tradicionales proceden de los ríos que cruzan la provincia, algunas especialidades como el abadejo ajorriero son populares. El bacalao se prepara de diversas formas: el ajoarriero, o a la baturra, con patatas y huevos cocidos, y los sugerentes buñuelos de bacalao. Las preparaciones como el chilindrón (bien sean de pollo o de cordero) son populares en la provincia. Las verduras más populares son la escarola, los espárragos, así como la borraja y el cardo. En la repostería destacan las castañas de mazapán, el refollau, la trenza de Almudevar y los empanadicos (rellenos de espinais o de calabaza). También la leche frita y el arroz con leche son populares, así como los suspiros de monja.

## Ciudades hermanadas
Desde el hermanamiento los municipios han fomentado sus relaciones como el intercambio de alumnos para fomentar el conocimiento del castellano y del francés.
- Tarbes, Francia (1964)[113]